# Arte medieval
El arte medieval es una etapa de la historia del arte que cubre un prolongado período para una enorme extensión espacial. La Edad Media —del siglo V al siglo XV— supone más de mil años de arte en Europa, el Oriente Medio y África del Norte. Incluye distintos períodos, cuya valoración estética, sujeta a cambiantes criterios, ha venido emitiendo distintas denominaciones calificativas, que llegan a etiquetar a algunos como "edades oscuras" y a otros como "renacimientos"; incluye a su vez muy diferentes movimientos artísticos con distinta difusión geográfica, desde los llamados "estilos internacionales" hasta las artes nacionales, regionales y locales; en definitiva, una enorme diversidad en las obras de arte (pertenecientes a los más diversos géneros) y en los propios artistas, que en la Alta Edad Media permanecían en el anonimato de una condición artesanal de poco prestigio social, como los demás oficios establecidos en régimen gremial, mientras que en los últimos siglos de la Baja Edad Media, sobre todo en el siglo XV, alcanzarán la consideración de cultivadores de las bellas artes, aumentando en consideración social y preparación intelectual.
En la Antigüedad tardía se integró la herencia artística clásica del Imperio romano con las aportaciones del cristianismo primitivo y de la vigorosa cultura "bárbara" de los pueblos protagonistas de la época de las invasiones (procedentes de la Europa del Norte —pueblos germánicos—, de la Europa oriental —pueblos eslavos, magiares— o de Oriente —árabes, turcos, mongoles—), produciéndose peculiarísimas síntesis artísticas. La historia del arte medieval puede ser vista como la historia de la interacción entre elementos procedentes de todas esas fuentes culturales. Los historiadores de arte clasifican el arte medieval en períodos y movimientos: arte paleocristiano, arte prerrománico, románico, gótico (en Europa Occidental —la cristiandad latina—), arte bizantino (en el Imperio bizantino —la cristiandad oriental—) y arte islámico (en el mundo islámico), con influencias mutuas. Además, identifican estilos locales diferenciados, como el arte visigodo, el arte andalusí, el arte asturiano, el arte anglosajón, el arte carolingio o el arte vikingo; y estilos marcadamente sincréticos, como el arte hiberno-sajón, el arte árabe-normando, el arte mozárabe o el arte mudéjar.
El arte medieval se expresó en muy distintos medios a través de diferentes disciplinas artísticas, técnicas y géneros: arquitectura, escultura, orfebrería, manuscritos ilustrados (la miniatura y la caligrafía), frescos, pintura en tabla, mosaicos, y un largo etcétera, en el que se incluyen artes y oficios no incluidos habitualmente en las bellas artes, como la confección de la indumentaria medieval.

## Función del arte durante la Edad Media
Las obras de arte medievales surgieron en un contexto en el que no existía el concepto de arte como fin en sí mismo ni el de la belleza como su objetivo, ni siquiera el concepto mismo de artista o de bellas artes (sino el de artes mecánicas, diferenciadas de las liberales). El objeto artístico medieval tenía, en el seno de la sociedad en que era producido, un carácter básicamente funcional. Para el medievalista francés Georges Duby, la obra de arte medieval cumplía fundamentalmente tres cometidos:
- Ser una ofrenda a Dios, a los santos y a los difuntos, con el fin de obtener su gracia, su indulgencia, etcétera. Es por ello que incluso aquellos que, como San Francisco de Asís, promovían la pobreza, no dudaban de la legitimidad de la riqueza de los adornos de las iglesias, monasterios u otros lugares de culto, puesto que esta riqueza era vista como una ofrenda necesaria a Dios, para la que eran necesarios los mejores materiales y las mejores técnicas.
- Ser intermediaria entre el mundo sobrenatural y el humano, haciendo visible en este las realidades divinas, según la máxima paulina per visibilia ad invisibilia ("a través de lo visible hacia lo invisible"). Se suele atribuir a las imágenes medievales una función pedagógica: explicar los dogmas de la fe cristiana y la historia sagrada a los iletrados (el catecismo de piedra), si bien no todos los expertos están de acuerdo sobre este punto.[3]
- Ser una afirmación de poder: por un lado, del poder de Dios y de la Iglesia (el poder religioso -teocracia, plenitudo potestatis-), y por el otro, del poder político (emperadores, reyes y las mismas instituciones eclesiásticas). A finales de la Edad Media van surgiendo en otros agentes sociales los medios suficientes para encargar obras de arte (la burguesía).

## Movimientos artísticos y periodos principales

### Alta Edad Media[4]
- El arte paleocristiano es en realidad un arte de la Edad Antigua, puesto que cubre el período desde el siglo III (antes de este no han sobrevivido muestras de arte cristiano) hasta la caída del Imperio de Occidente (siglo V). Durante este período las obras de arte cristianas adoptaron las distintas técnicas artísticas romanas de arquitectura, pintura, mosaico, talla y trabajo de los metales.
- El arte bizantino, desarrollado en el Imperio romano de Oriente (con centro en Constantinopla), aunque muy influyente en Occidente. La época de mayor esplendor correspondió al reinado de Justiniano I (527-565), cuando se construyó Santa Sofía. Durante el período de iconoclasia (730-843) la mayor parte del arte figurativo fue destruido; tan sólo han sobrevivido algunos ejemplos, destacadamente los mosaicos de Rávena y los iconos del monasterio de Santa Catalina del Monte Sinaí. Después de la reanudación de producción de iconos, la tradición bizantina continuó con relativamente pocos cambios, a pesar de (o precisamente debido a) la lenta disminución del Imperio hasta 1453. Las sucesivas destrucciones debidas a los cruzados y a los turcos han limitado la conservación de uno de los artes más refinados de la Edad Media en términos de calidad de material y habilidad. El estilo bizantino se prolongó en el arte ruso.

- El arte islámico durante la Edad Media, además de la producción arquitectónica (las demás artes plásticas tienen un desarrollo menor, al no permitirse la representación de figuras —aniconismo—), cubre una amplia variedad de artesanías, incluyendo manuscritos ilustrados, textil, cerámica, trabajo en metales y cristal. Son la muestra de la cultura material islámica en el Próximo Oriente, España (arte de al-Ándalus) y África del Norte. Puede deslindarse una temprana etapa formativa (600-900) y el desarrollo de estilos regionales del siglo X en adelante.
- El arte prerrománico cubre el periodo del siglo V al siglo X en Europa Occidental. Las influencias clásicas y las germánicas son activamente absorbidas y se desarrollan las formas y motivos que más tarde constituyen el arte románico. Se divide en distintos estilos locales:
  - El arte del período de las migraciones es el de los pueblos germánicos y eslavos, de la Europa del Norte y del Este durante las invasiones bárbaras o Período de Migración de Pueblos (aproximadamente 300-900), incluyendo también el período temprano del arte Hiberno-Sajón en Gran Bretaña e Irlanda. Esta influencia actuó recíprocamente con el arte cristiano, así como los llamados "estilo animal"[5] y "estilo polícromo" (del que se derivan el arte merovingio y el godo).[6]
  - Distintos estilos locales desarrollados a partir del establecimiento de reinos germánicos en:
    - Italia, con escasos monumentos ostrogodos (tumba de Teodorico) y la más decisiva presencia del arte bizantino.
    - España, principalmente el arte visigodo, el arte asturiano y el arte mozárabe o Arte de repoblación.
    - Francia y las zonas centrales del Imperio carolingio desarrollan el arte carolingio a partir del reinado de Carlomagno (finales del siglo VIII).
    - Alemania, el arte otoniano, desde mediados del siglo X a mediados del XI.
    - Irlanda (donde no llegaron a establecerse reinos germánicos) y Gran Bretaña (donde sí), habitadas desde la antigüedad por pueblos de origen celta, cuyas producciones de la época pueden denominarse arte celta medieval, desde aproximadamente el siglo V —retirada romana— hasta aproximadamente la introducción del arte románico en el siglo XII —con la conquista normanda—. Del siglo V al VII se produce principalmente una continuación de la Edad Antigua: la cultura material de la Edad de hierro tardía (cultura de La Tène), con algunas modificaciones romanas; mientras que en los siglos VII y VIII se realizó una fusión con las tradiciones germánicas por el contacto con los anglosajones (estilo hiberno-Sajón o arte insular); y finalmente algunas inspiraciones vikingas.

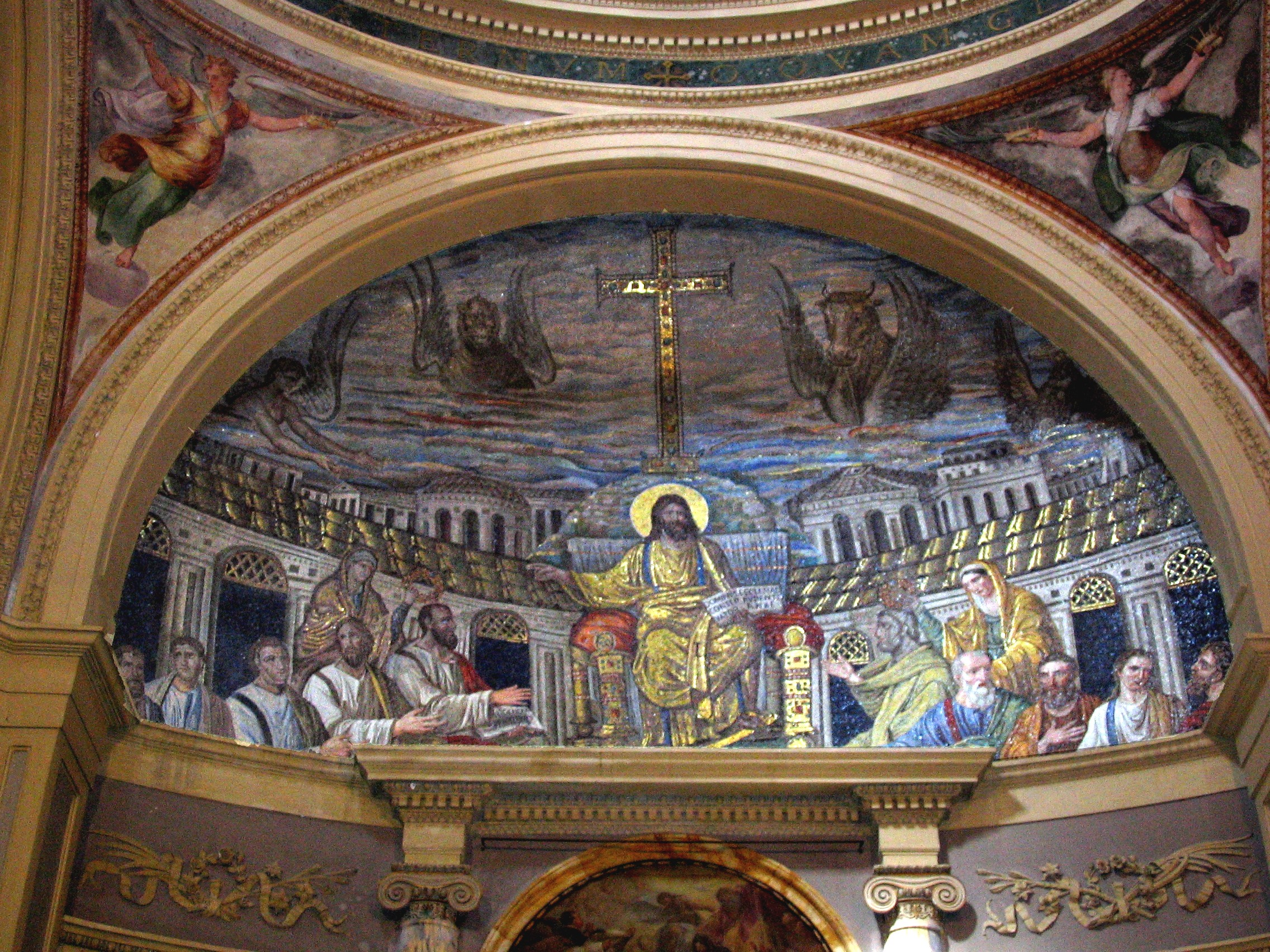
Ábside de la Basílica de Santa Pudenciana, arte paleocristiano.
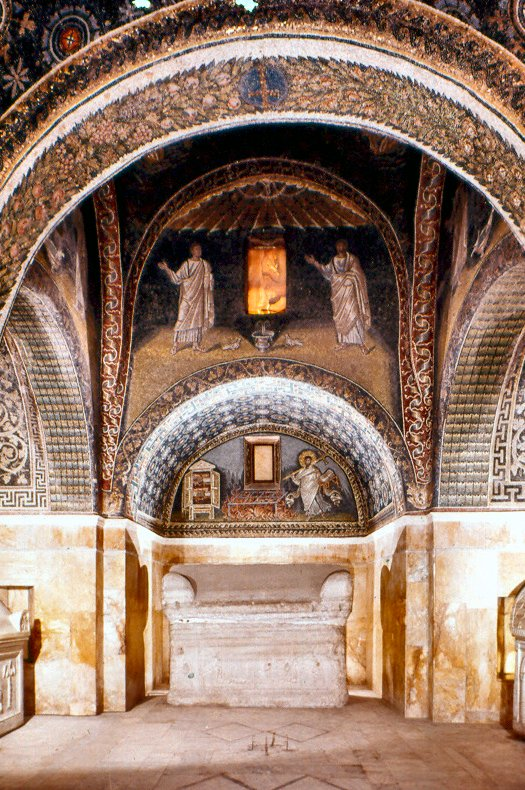
Mausoleo de Gala Placidia.
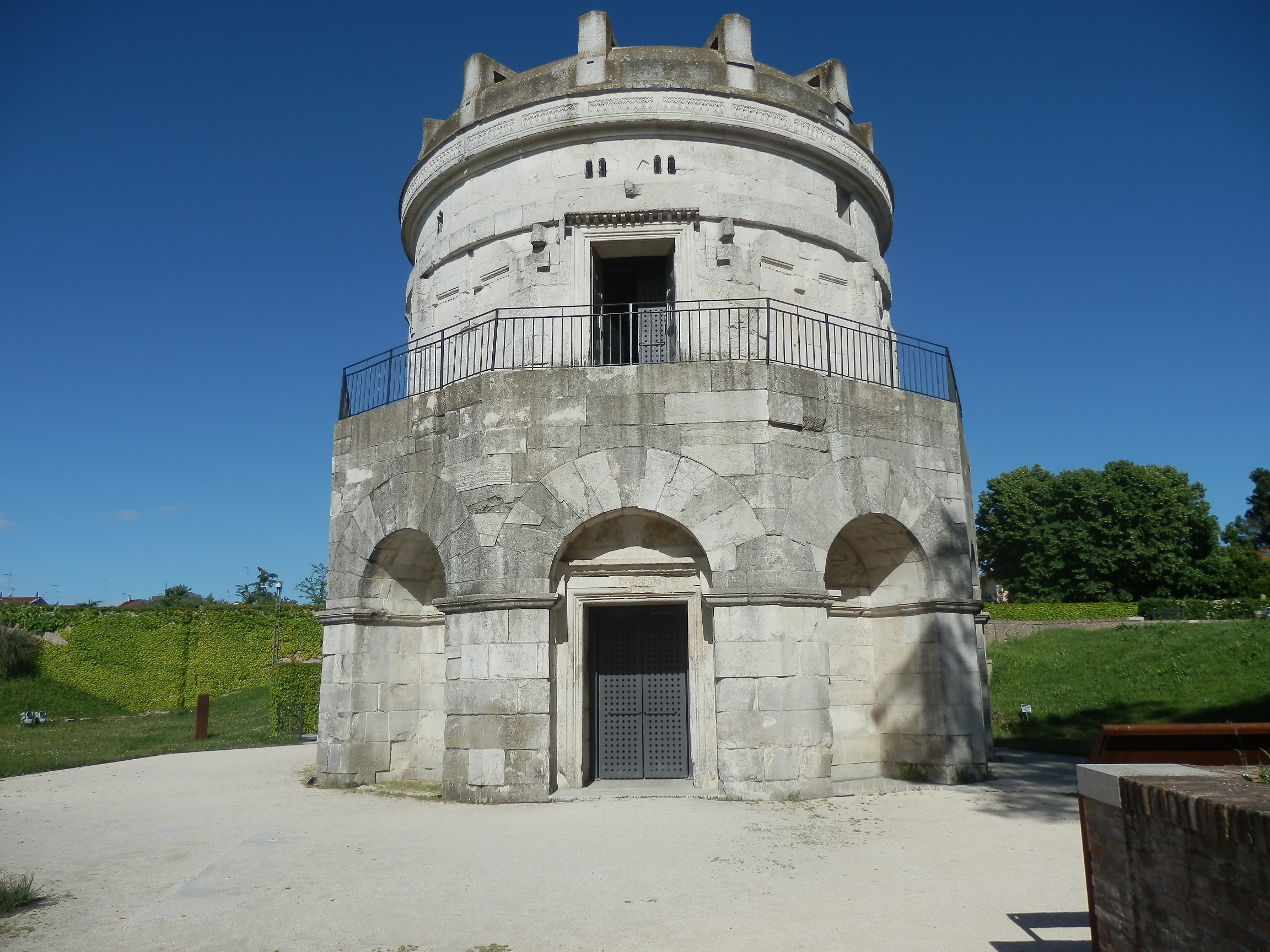
Mausoleo de Teodorico.
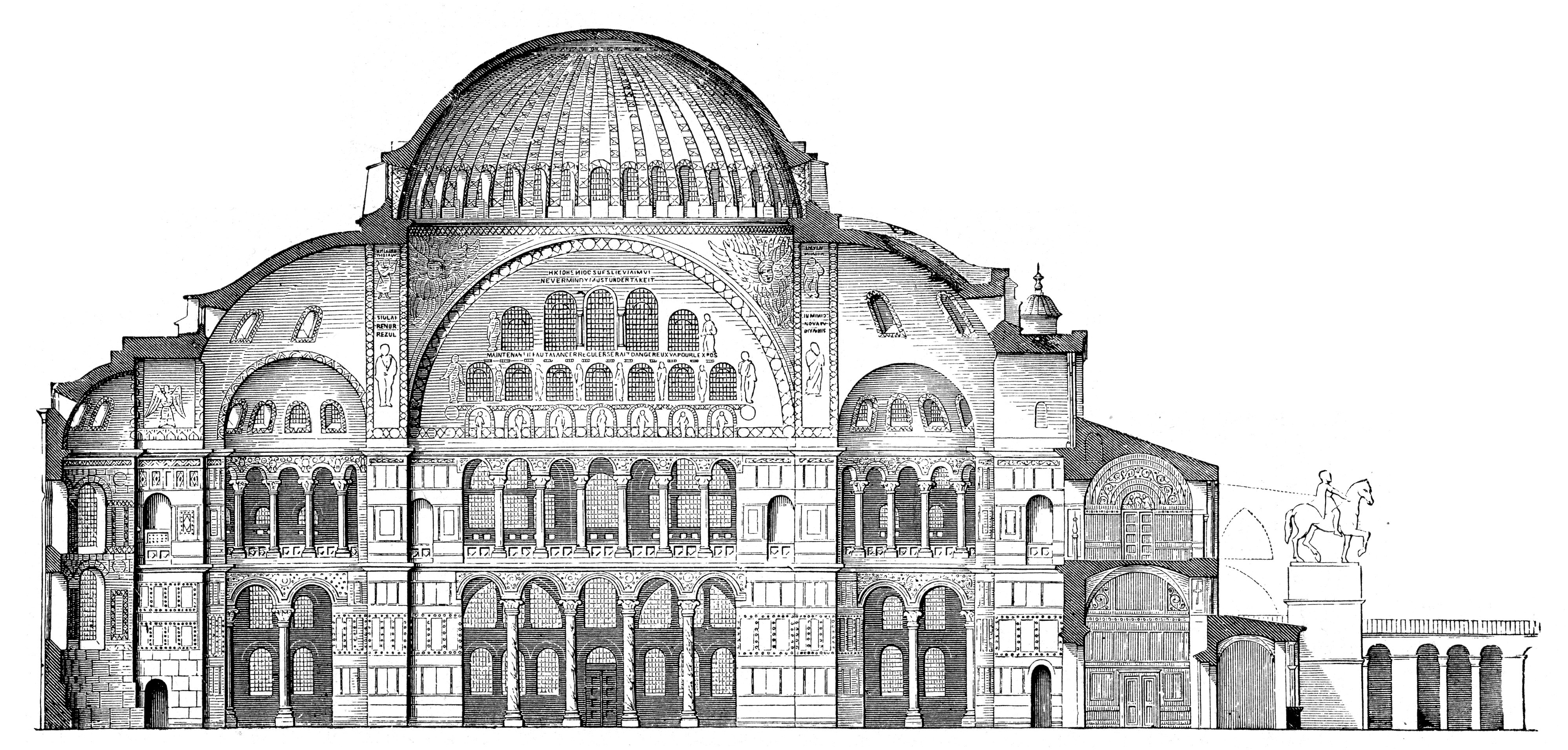
Basílica de Santa Sofía, arte bizantino.
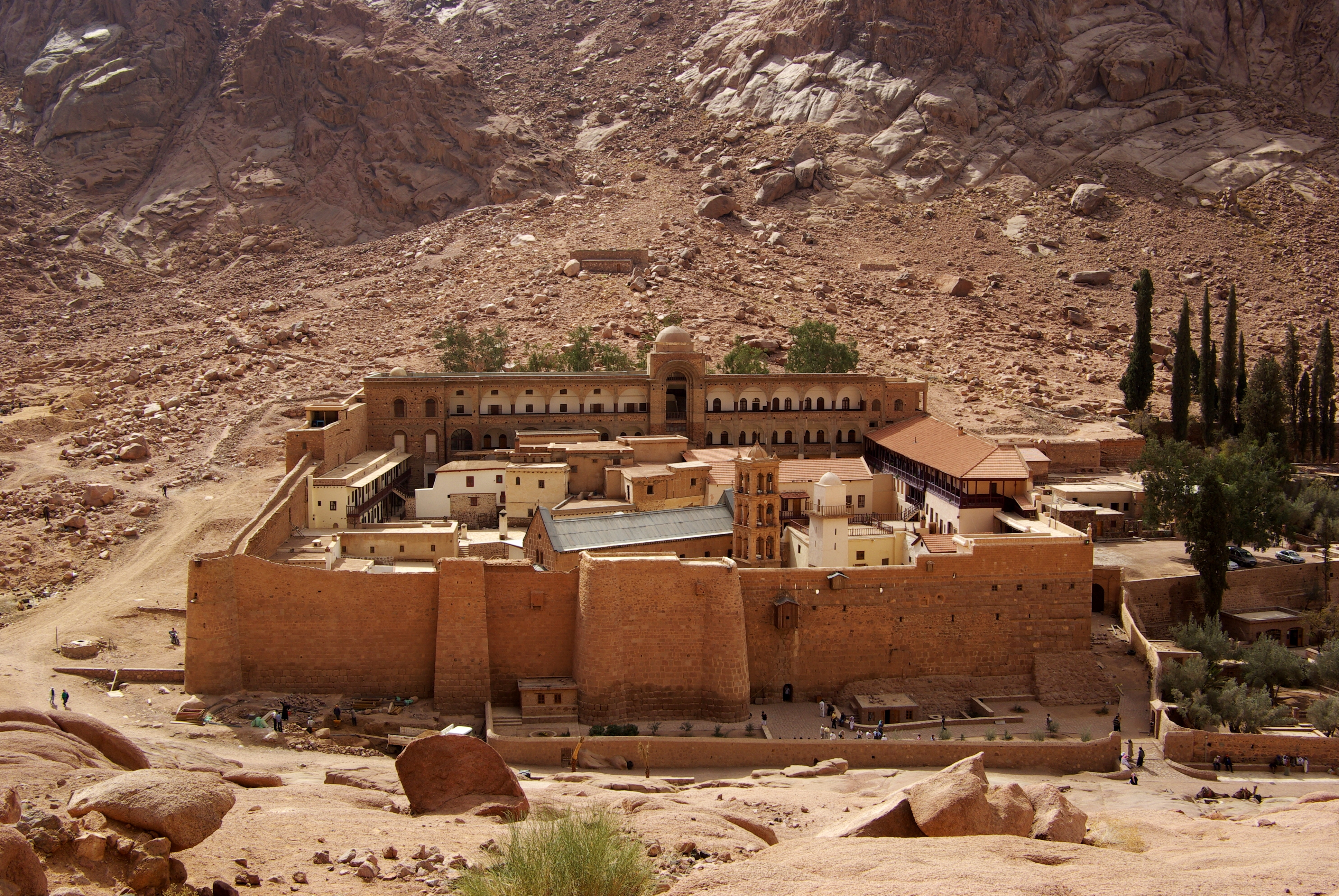
Monasterio de Santa Catalina del Monte Sinaí.
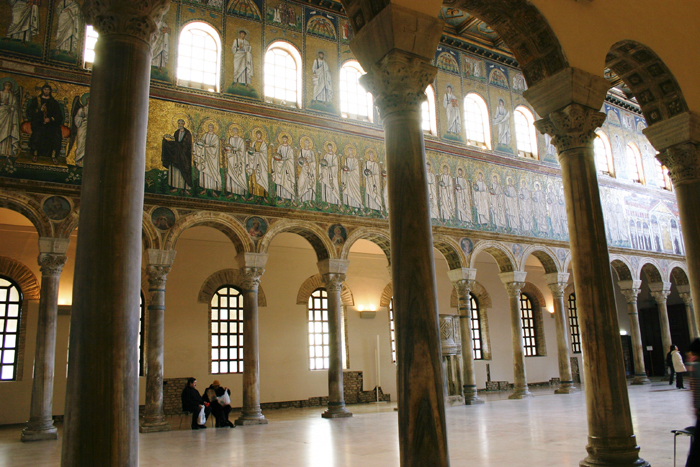
San Apolinar el Nuevo, una de las iglesias bizantinas de Rávena.

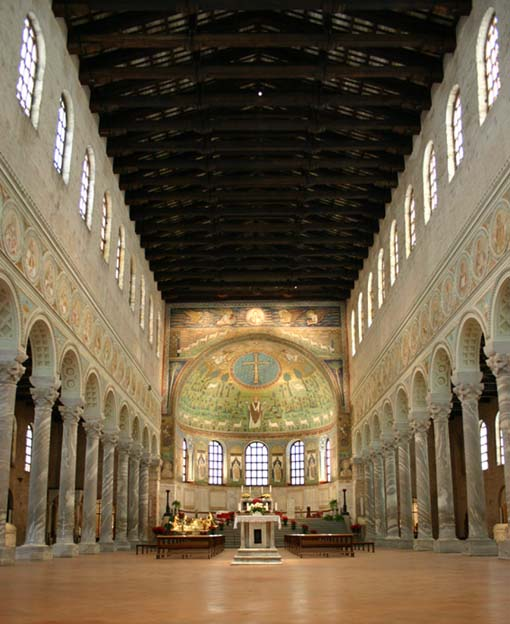
San Apolinar in Classe, otra de ellas.
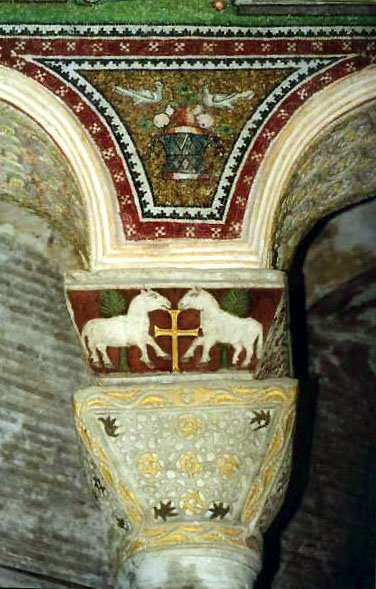
Decoración de mosaico y relieve policromado en los arcos y el capitel y cimacio de una columna en San Vital de Rávena, arte bizantino del siglo VI.
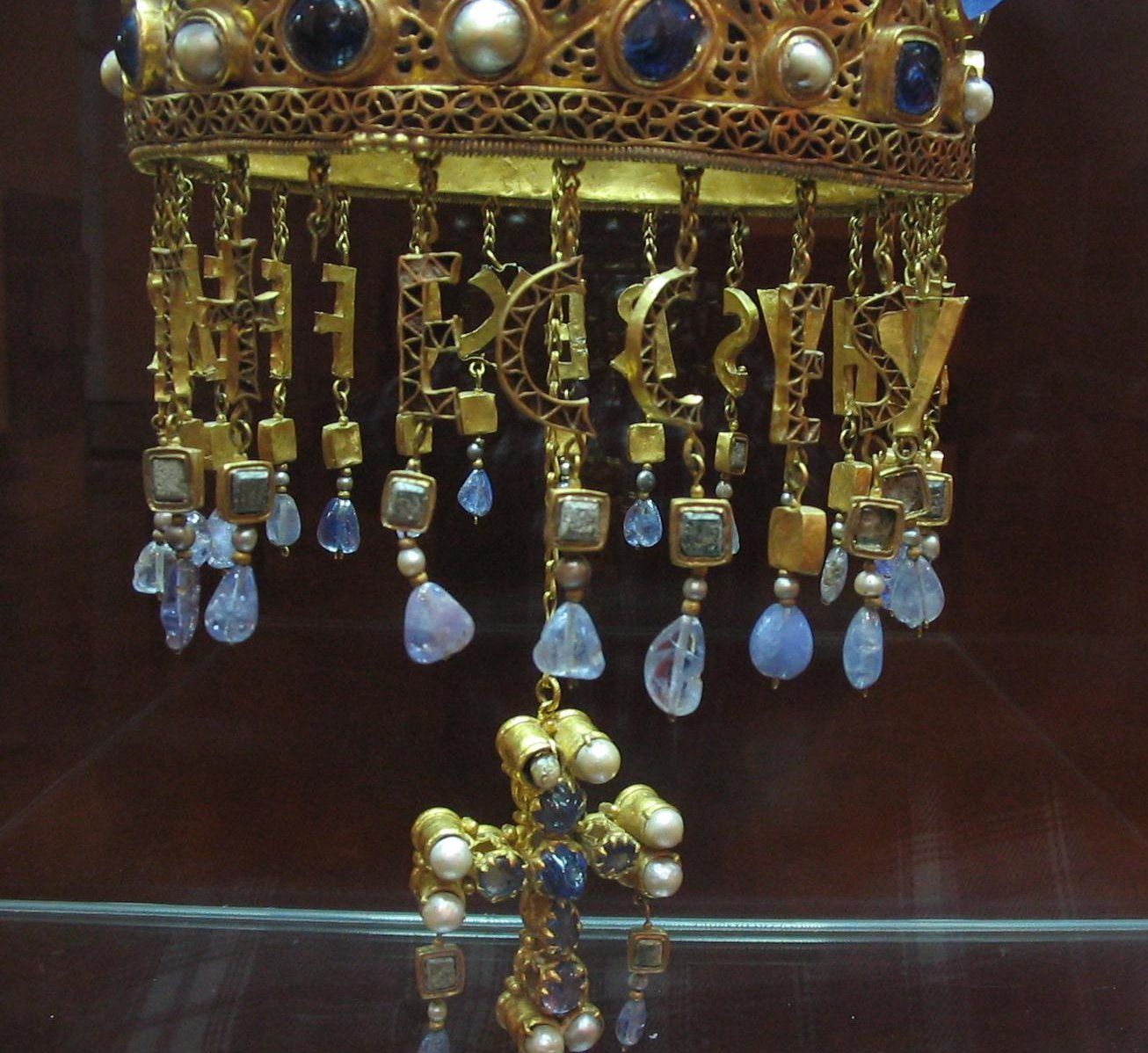
Corona votiva de Recesvinto, Tesoro de Guarrazar, arte visigodo.
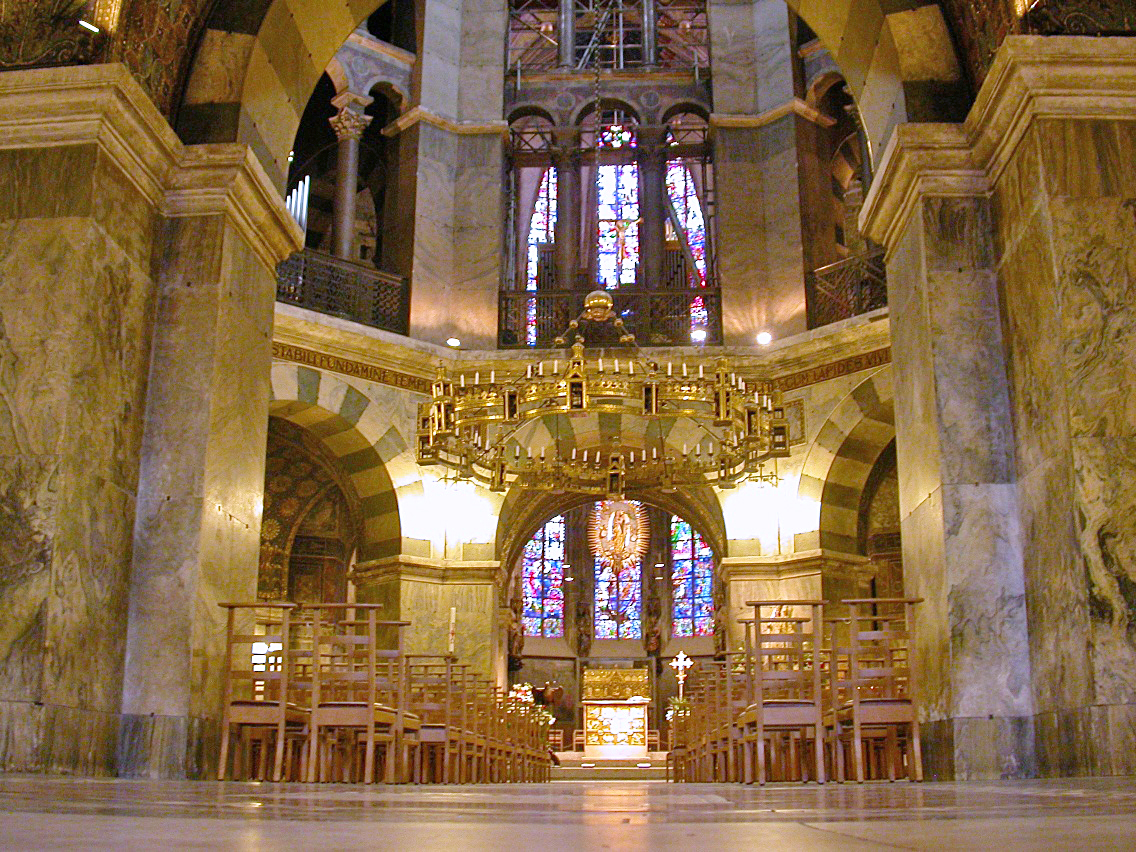
Capilla palatina de Aquisgrán, arte carolingio.
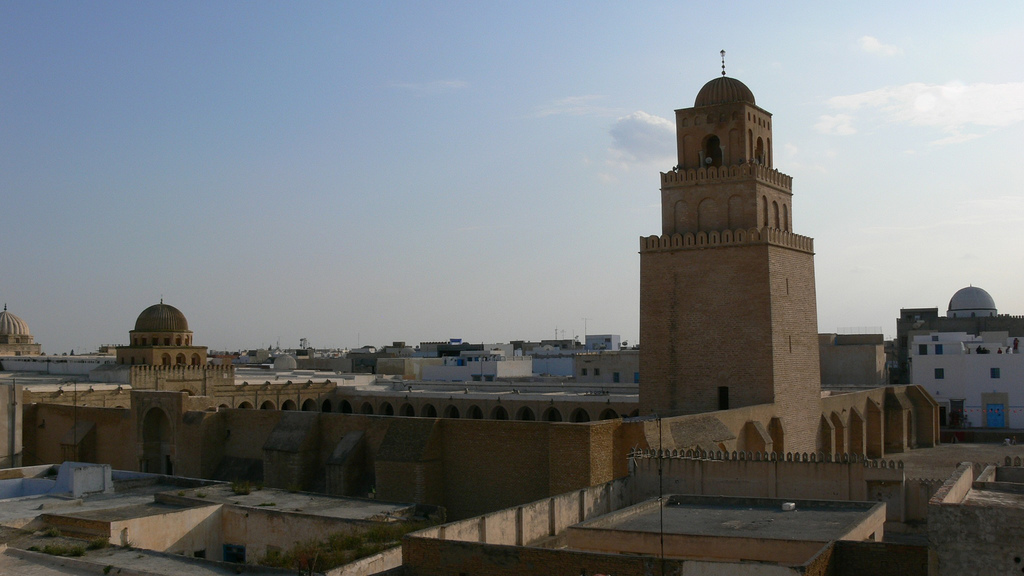
Mezquita de Kairuán, arte islámico.
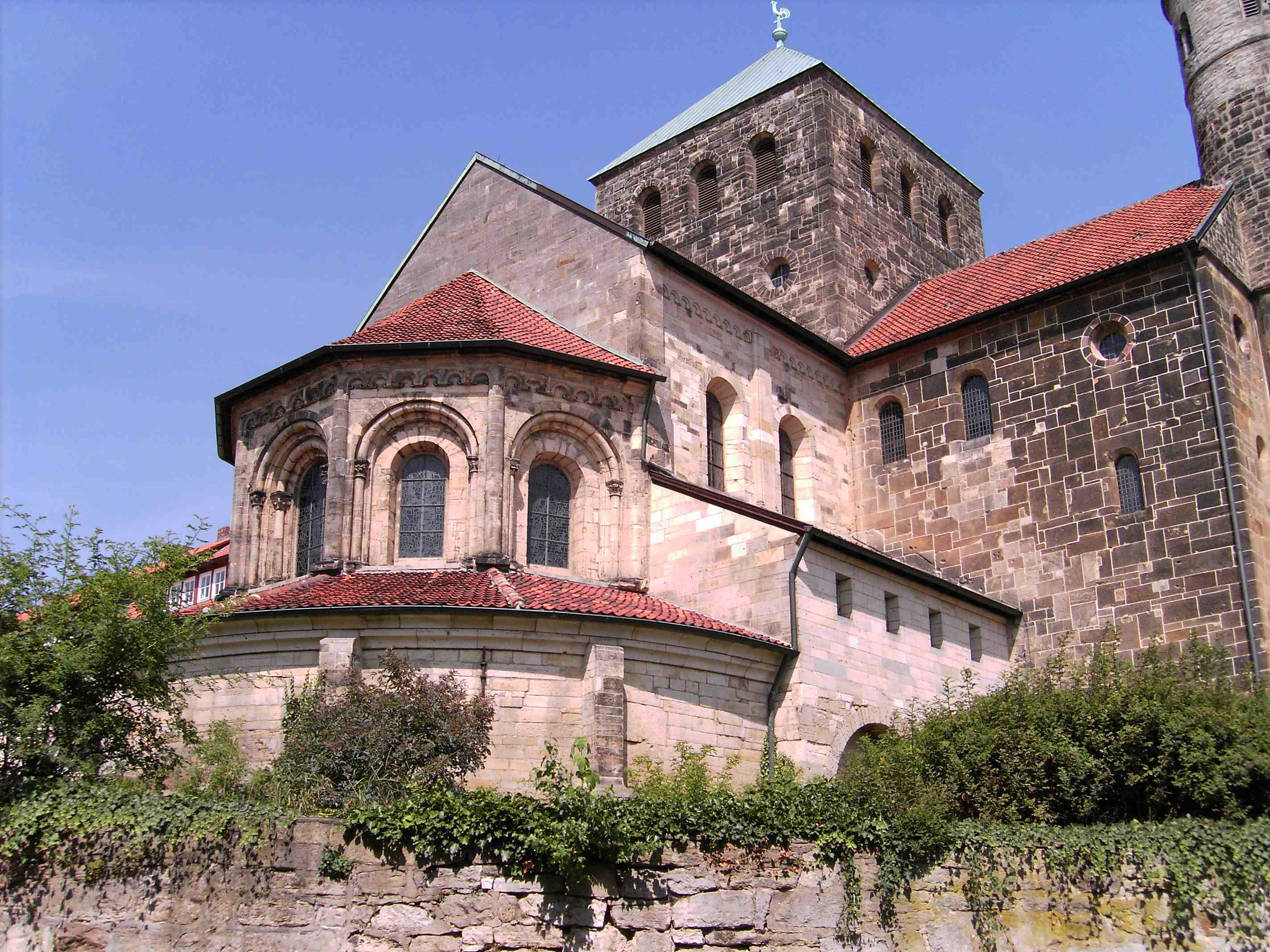
San Miguel de Hildesheim, arte otoniano.

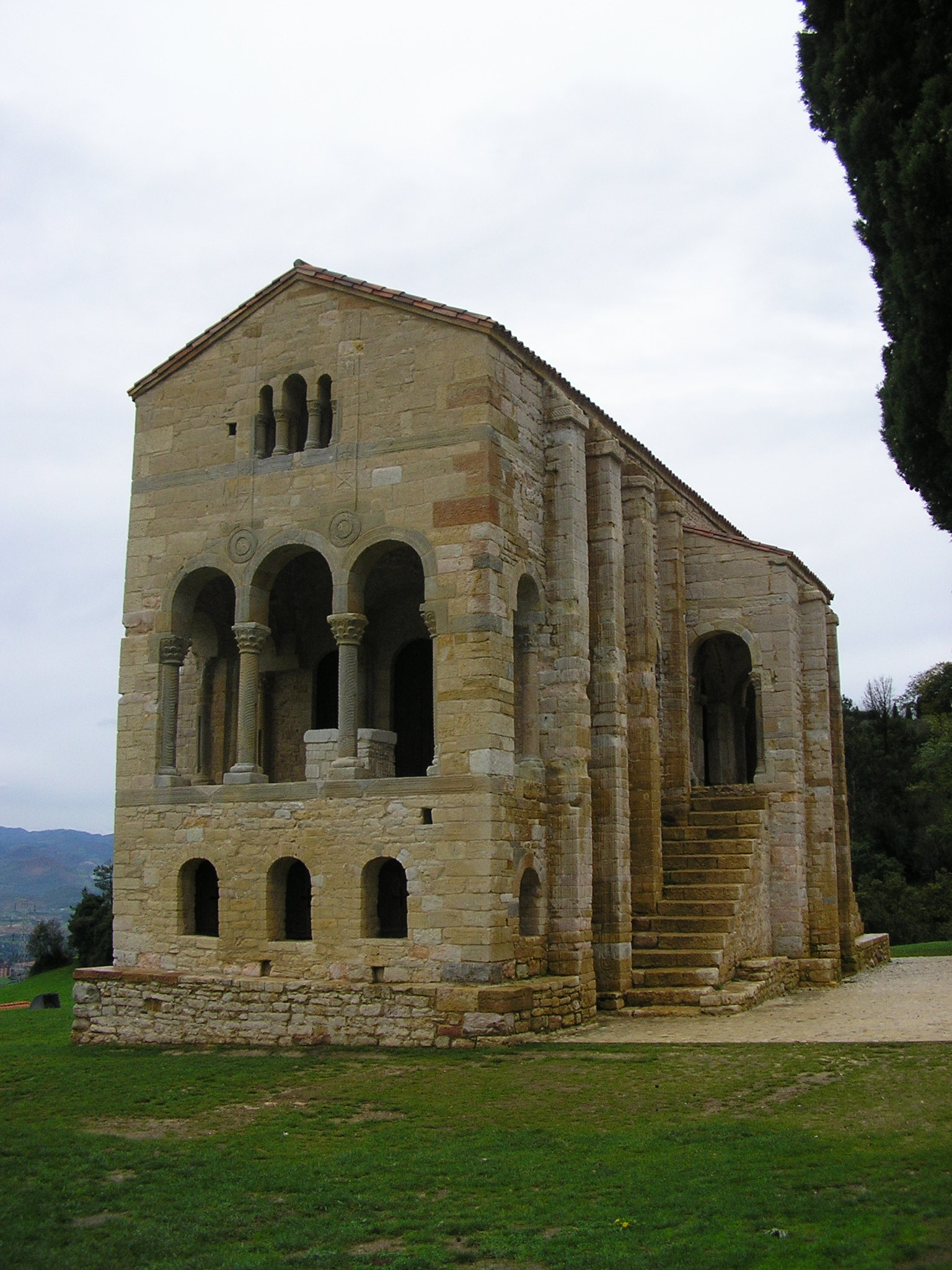
Santa María del Naranco, arte asturiano.
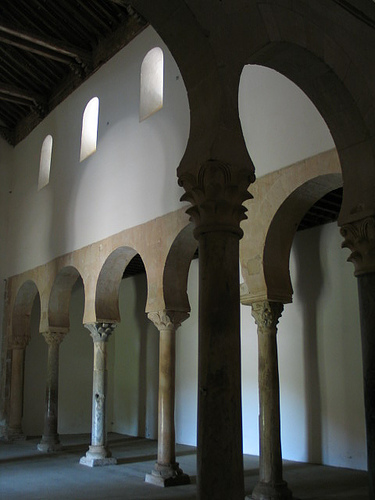
San Miguel de Escalada, arte mozárabe o de repoblación.
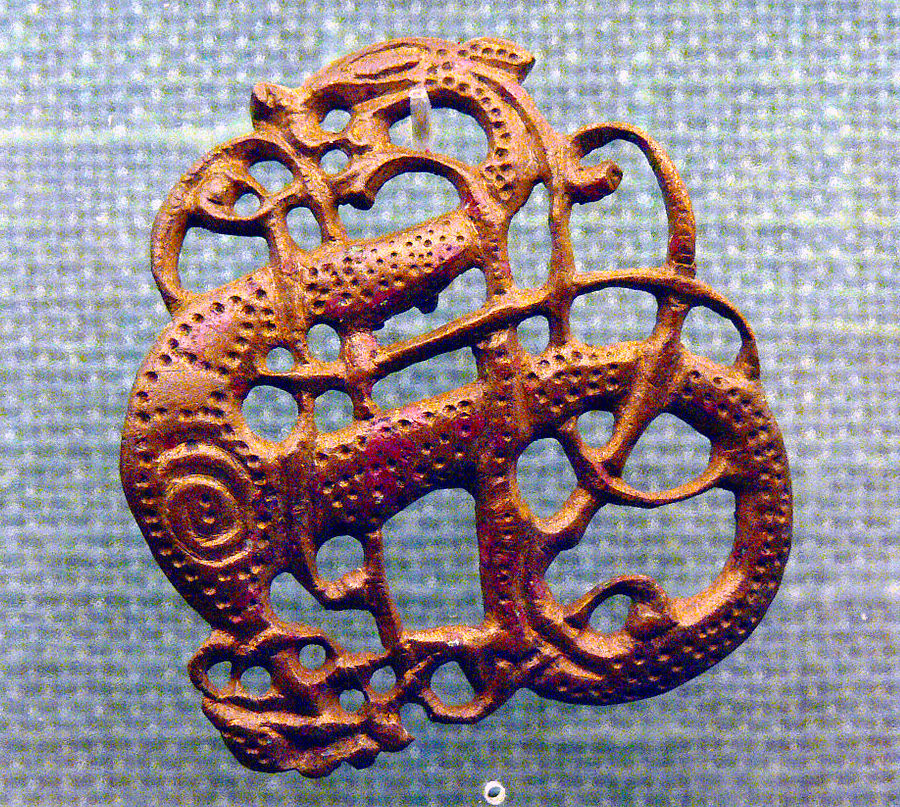
Filigrana vikinga en bronce del siglo XI. La principal aportación de la influencia bárbara al arte altomedieval fue su particular enfoque del problema de la ornamentación, que dejó de ser naturalista para pasar a ser muy geométrica, casi heráldica; motivos trenzados y "en tenaza", la geometrización de motivos anteriores, como las vides pobladas de aves o la misma cruz, desde la cristianización de los bárbaros fueron interpretados de forma totalmente innovadora.
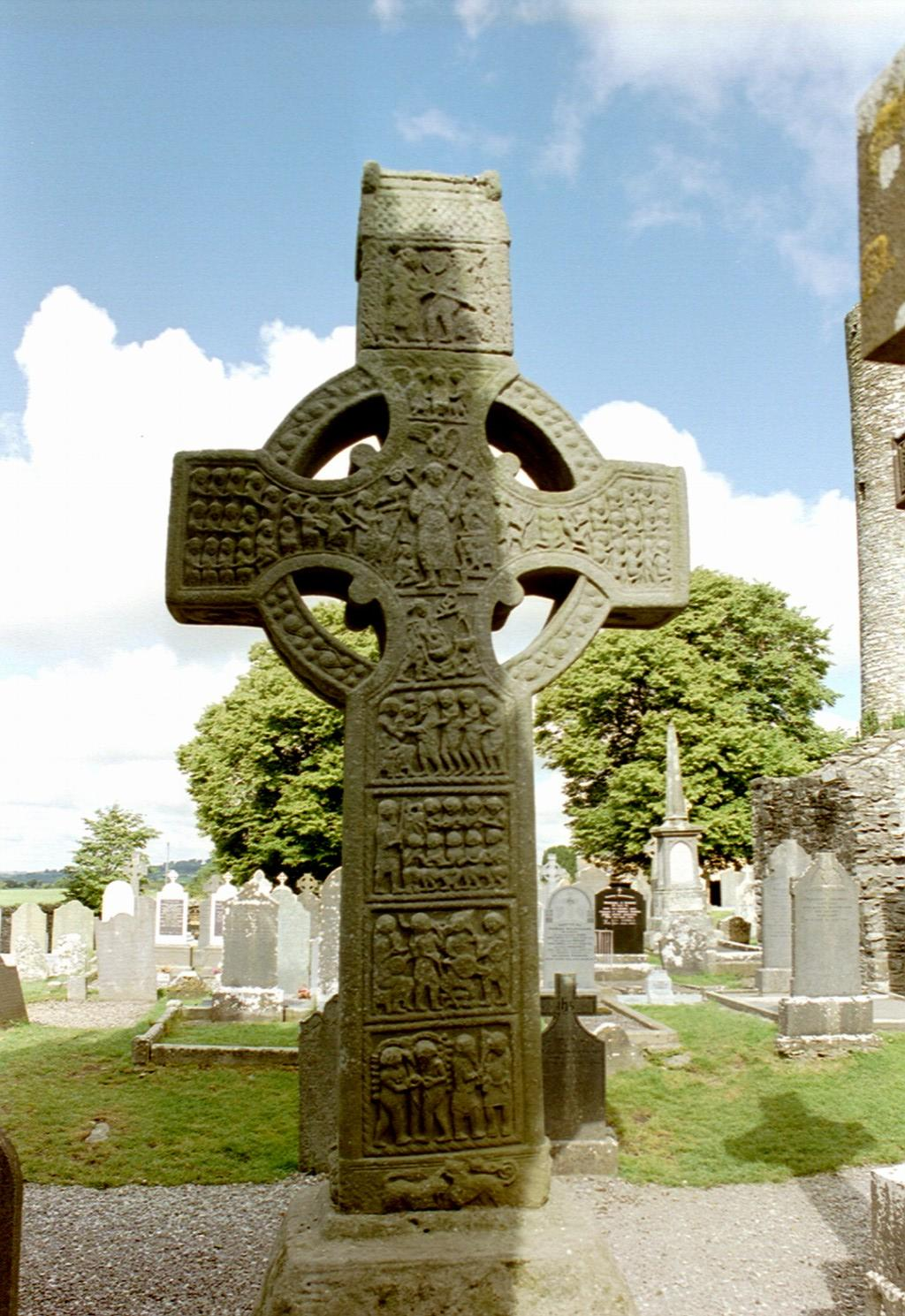
Cruz de Muiredach, arte insular o hiberno-sajón.
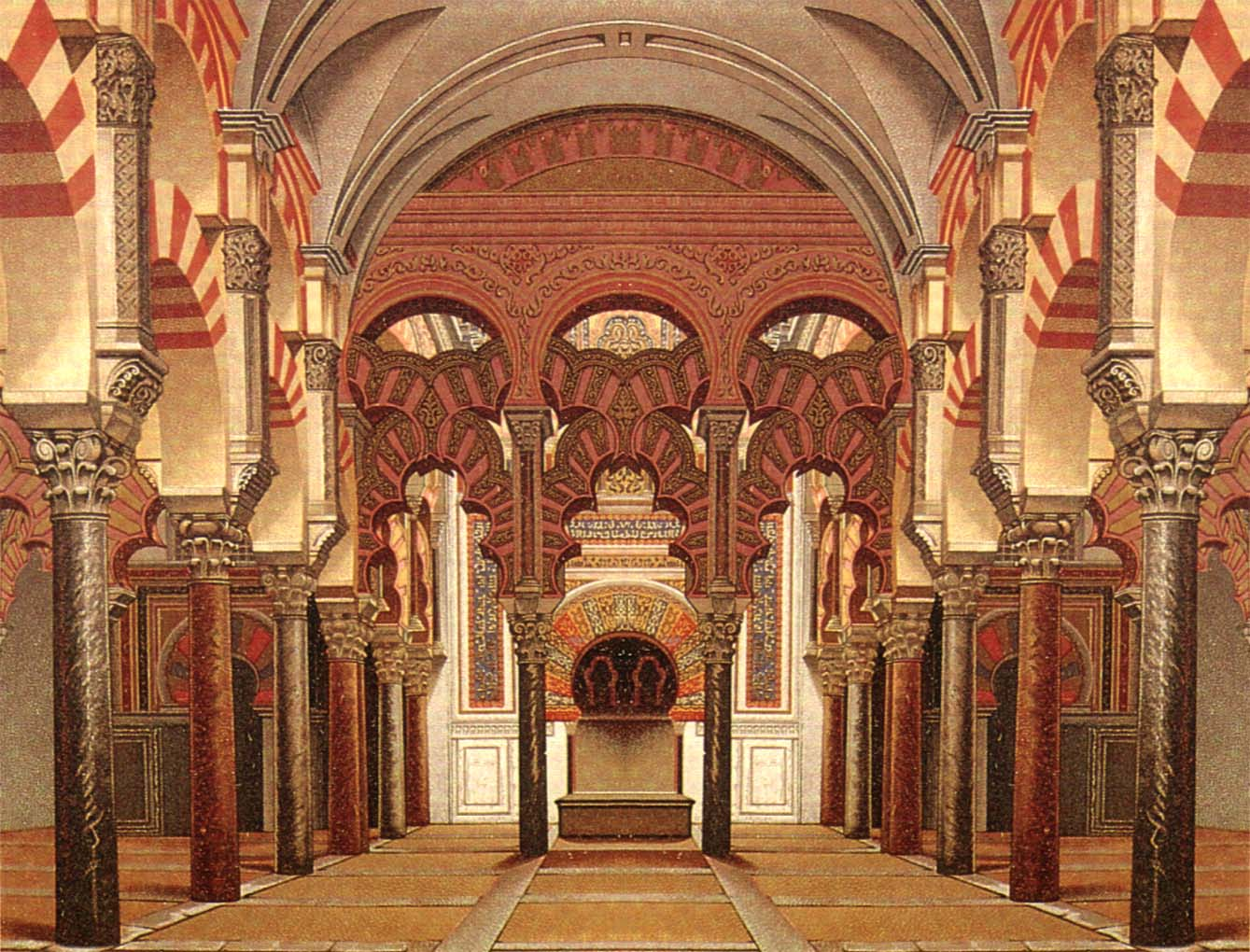
Mihrab de la Mezquita de Córdoba, arte andalusí.
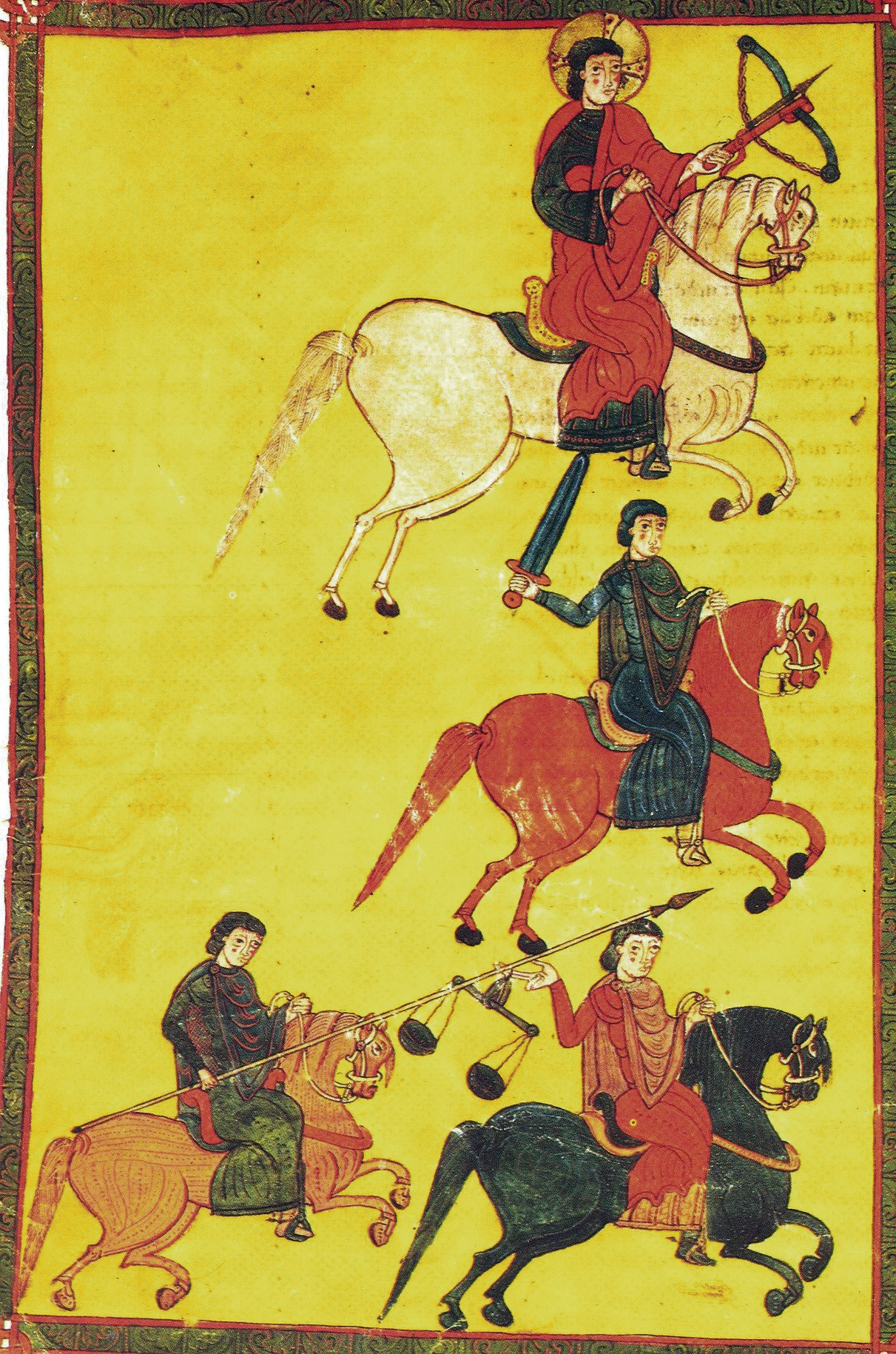
Beato de Osma (1086), uno de los 27 ejemplares iluminados de los Comentarios al Apocalipsis de Beato de Liébana (776), que está entre los pocos libros que alcanzaron semejante difusión en la época más oscura de la Alta Edad Media, en la que los scriptorium monacales apenas conservaban y reproducían unos pocos textos clásicos además  de la propia Biblia. Otro best seller de la época fue Etimologías, de Isidoro de Sevilla (630), éste de vocación enciclopédica.

### Baja Edad Media

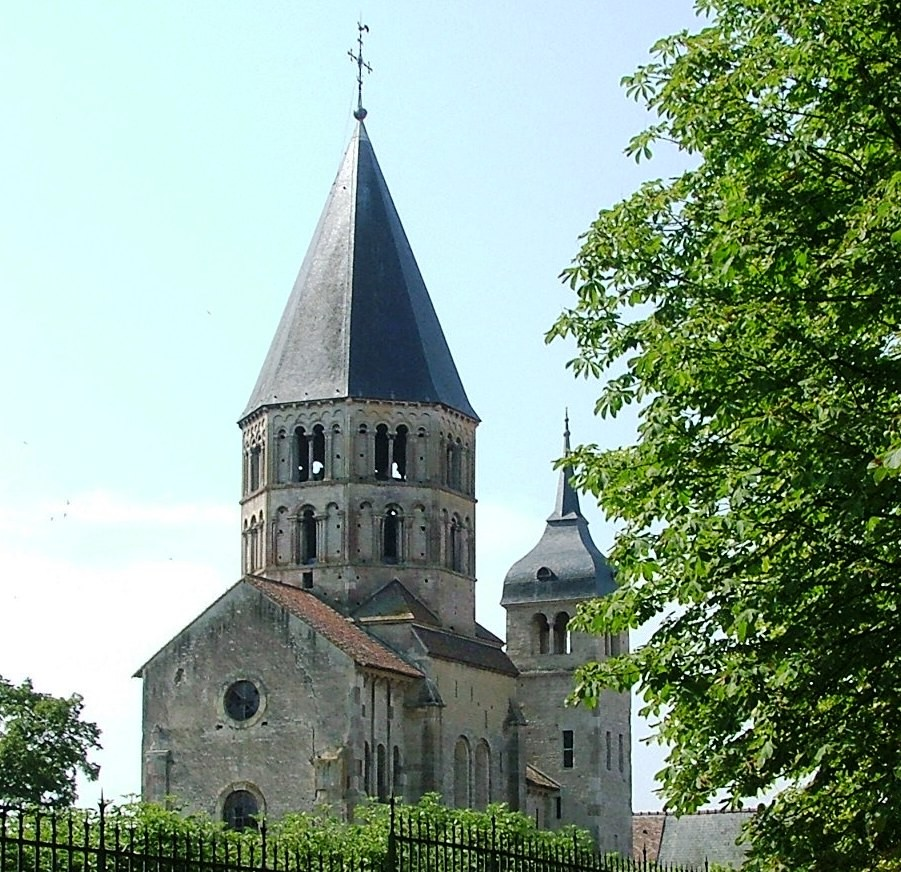
Abadía de Cluny.

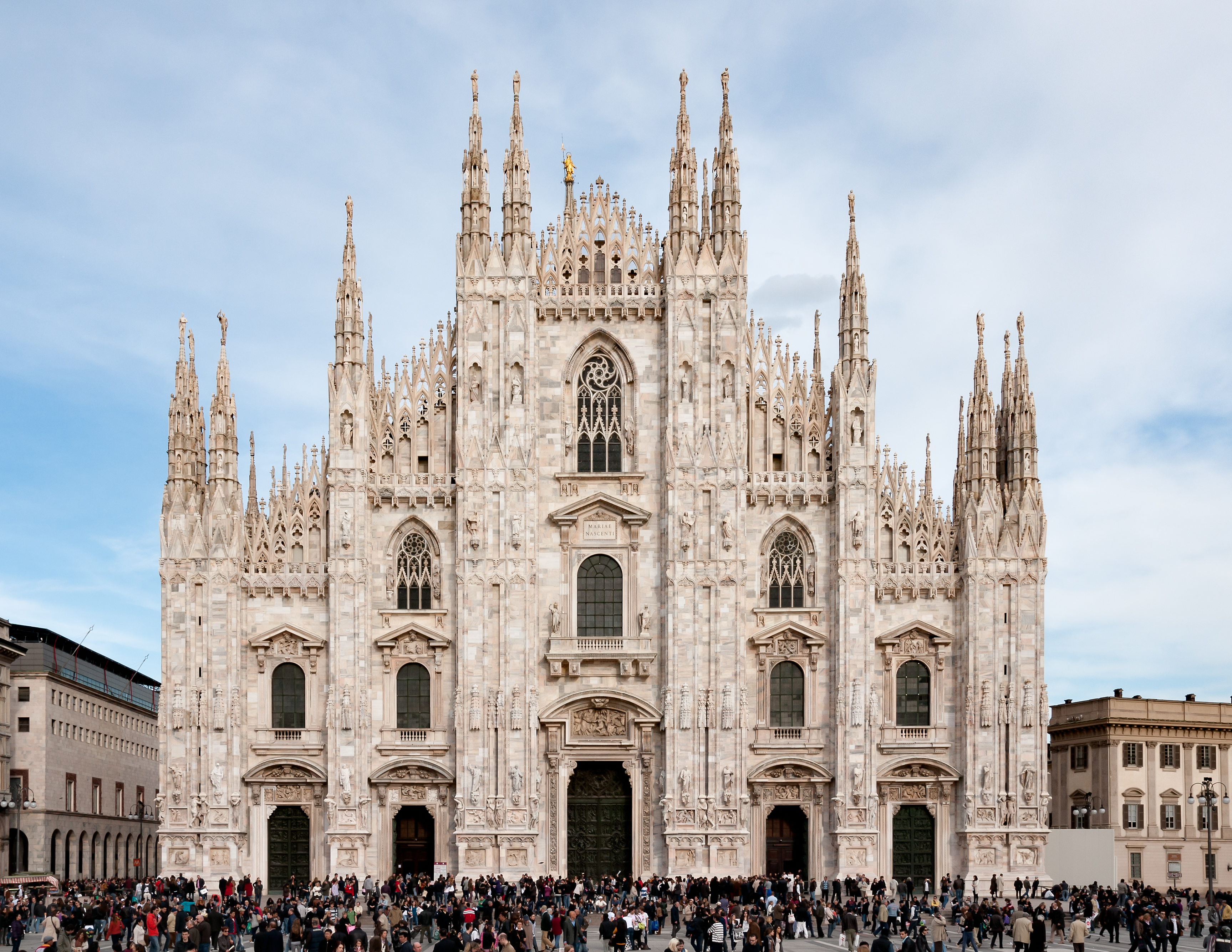
Catedral de Milán.

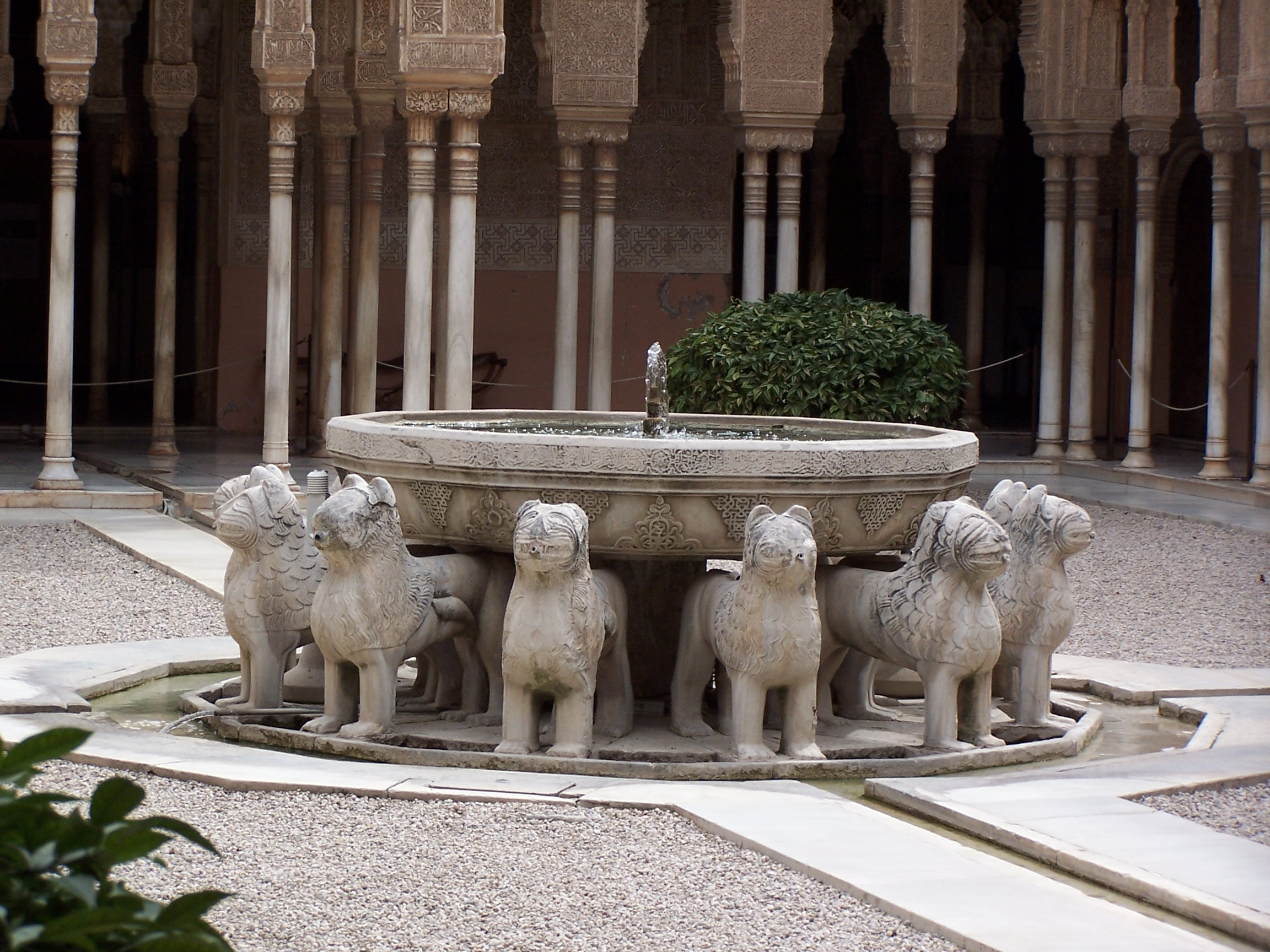
Fuente de los leones de la Alhambra, arte nazarí.

Dos estilos internacionales marcan la época, dividiéndola en dos mitades: el arte románico los siglos XI y XII y el arte gótico, que comienza en Francia a mediados del XII y se va imponiendo en el resto de Europa Occidental en el siglo XIII y el XIV. El siglo XV significará el final de la Edad Media y la irrupción del nuevo arte de la Edad Moderna. El nombre románico es utilizado a partir de los historiadores de arte del siglo XIX para compararlo con la arquitectura romana antigua, mientras que el término gótico es un vocablo despectivo utilizado por los artistas y tratadistas de arte del Renacimiento para designar a todo el arte medieval (incluido lo que hoy se llama prerrománico y románico), que consideraban una degeneración del arte clásico de Grecia y Roma contaminado por los godos (por tanto, gótico).

#### Diversidad espacial
Durante todo el periodo, el arte italiano es una excepción dentro de Europa Occidental, caracterizada por la influencia bizantina (muy visible en la Basílica de San Marcos de Venecia) y la herencia clásica (púlpito del baptisterio de Pisa, de Nicola Pisano), que, aunque produzca ejemplos paradigmáticos de un estilo internacional (el románico de la Catedral de Pisa o el gótico de la Catedral de Milán), siempre lo hace desde la adaptación a una visión propia, más horizontal y armónica (véase Arquitectura románica en Italia). La arquitectura en Alemania, en cambio, se caracterizó por una mayor búsqueda de la altura. En la península ibérica, los reinos cristianos alternaron entre una mayor influencia de Italia (Corona de Aragón) o Francia y Flandes (Corona de Castilla), y la constante influencia del arte islámico (arte mudéjar), mientras que los reinos musulmanes desarrollaban el arte almohade o el arte nazarí. En Francia también se produjo una gran diversidad estilística (entre Île de France, Provenza, Auvernia, Aquitania, Bretaña o Borgoña) y en algún caso, como el de Normandía, se exportó (Arquitectura normanda, de influencia notable en el sur de Italia —arte árabe-normando— y en las islas británicas, sobre todo en el románico inglés y con desarrollo posterior en ciertas características diferenciales del gótico inglés y el estilo Tudor).

#### Las dos grandes épocas
- En la arquitectura románica los edificios se caracterizan por sus macizos muros y contrafuertes para sostener una robusta bóveda de cañón, basada en el arco de medio punto. Las estructuras, por comparación con el gótico, son de escasa altura y con pocos vanos, lo que implica una menor entrada de luz, que se intenta compensar con el abocinamiento de las arquivoltas de pórticos y ventanales. Subordinada al soporte arquitectónico se encuentra la profusa decoración escultórica[8] (capiteles, tímpanos) y pictórica (frescos en los ábsides y paredes interiores), de líneas muy marcadas y colores planos, formas geometrizantes y hieráticas, que convertía a los templos en verdaderos evangelios de los iletrados.
- La arquitectura gótica nace a mediados del siglo XII en la región francesa de Ile de France, con la renovación de la iglesia de la abadía de Saint-Denis: la introducción del arco apuntado, la bóveda de crucería y los arbotantes desplazaban el peso de las bóvedas a contrafuertes exteriores, dejando la posibilidad de aligerar los muros para conseguir construcciones de una altura extraordinaria y llenas de luz. La escultura gótica también se puede asociar al gótico arquitectónico francés que se extendió a todas partes de Europa. El siglo XIII permite hablar de un estilo internacional sustituyendo el arte románico. El gótico internacional caracteriza al periodo de aproximadamente 1360 a 1430, después del cual el gótico en distintas partes de Europa va combinándose con aportaciones del Renacimiento que está surgiendo en Italia; aunque en muchos lugares siguen haciéndose edificios góticos hasta el siglo XVI, denominados con distintos nombres de estilo (en el norte de Europa gótico flamígero, gótico tardío o flamboyant y estilo Tudor, y en la península ibérica gótico isabelino, plateresco y manuelino). Los cambios pictóricos no comenzaron a ser suficientes para hablar de un estilo diferente al románico hasta comienzos del siglo XIII, caracterizado por una mayor expresión de sentimientos y un mayor realismo o naturalismo en la representación de la realidad. La utilización del soporte tabla y la técnica del temple se hace muy extensiva, produciendo retablos, dípticos, trípticos y polípticos, que permiten un tamaño mayor o menor, la posibilidad de un arte mueble y su comercialización, respondiendo al aumento de los clientes del mercado del arte, que ya no se reducen a las instituciones eclesiásticas, sino que incluyen a las monarquías, las casas nobles y a la pujante burguesía. Al final del período se introduce la innovación tecnológica del grabado, que permitió el nacimiento de un nuevo medio de comunicación a través de las múltiples copias. En el siglo XV aparecerá la pintura al óleo, que permite un extraordinario detallismo.

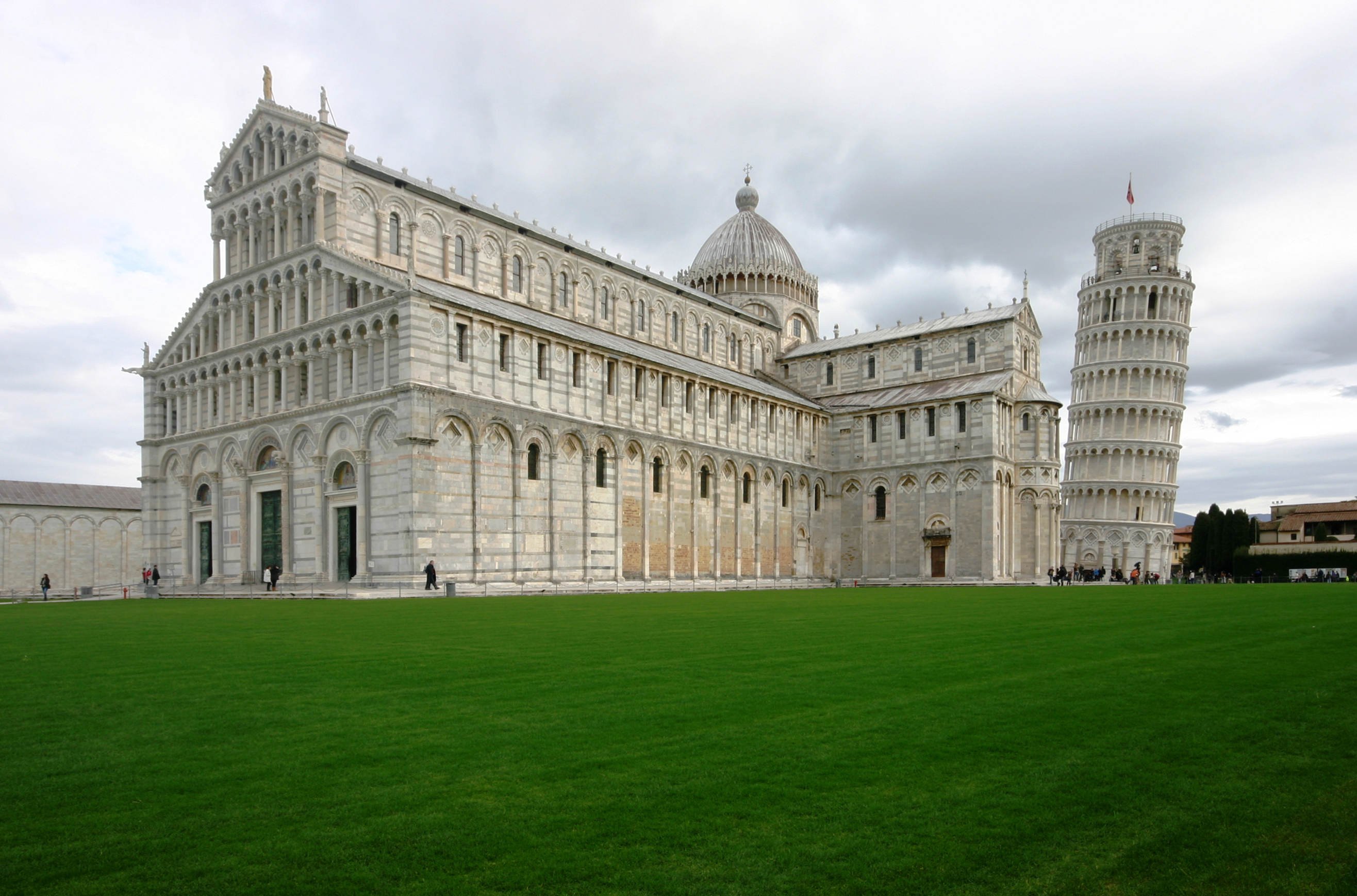
Catedral de Pisa, románico italiano.
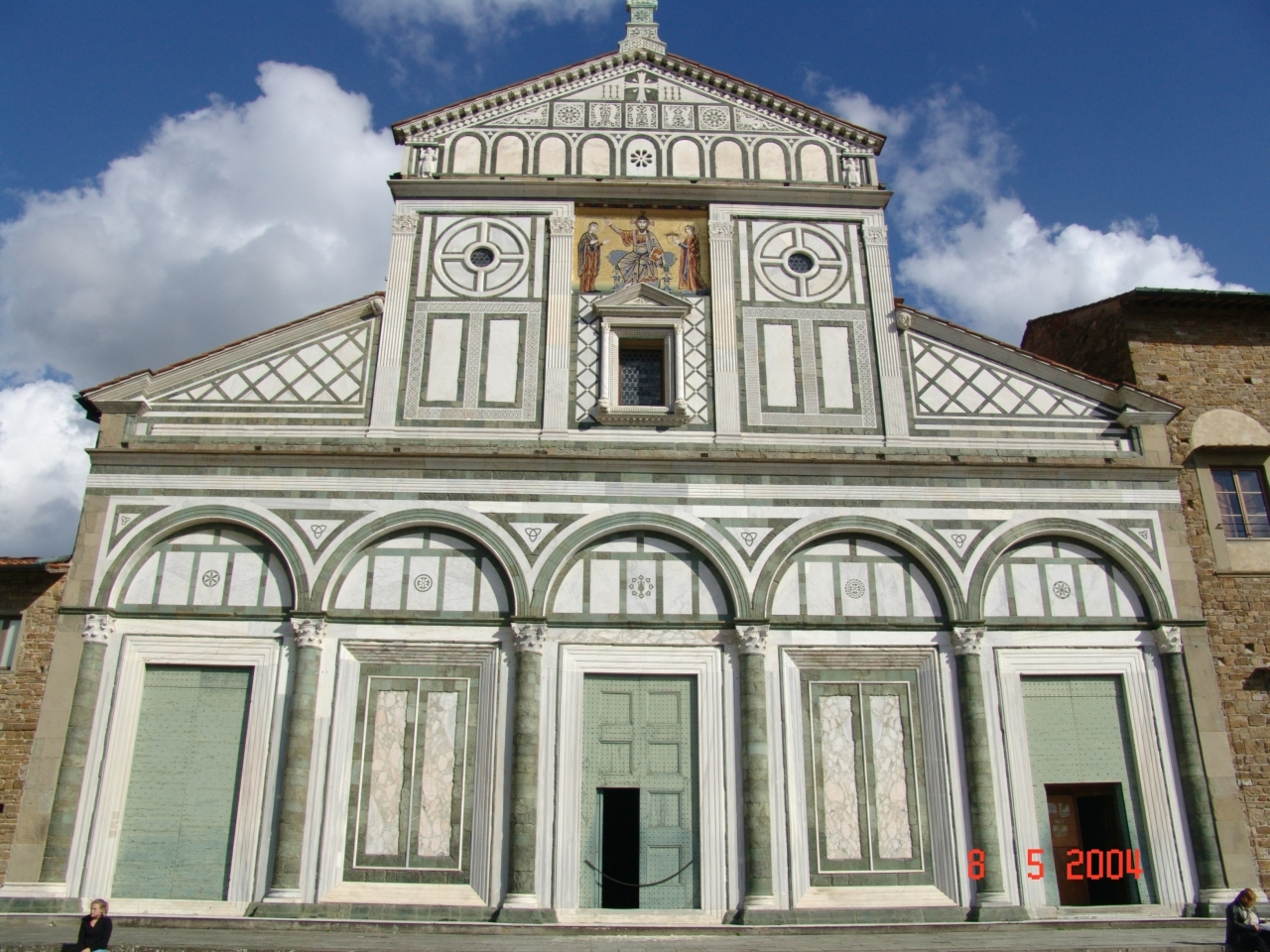
San Miniato al Monte.
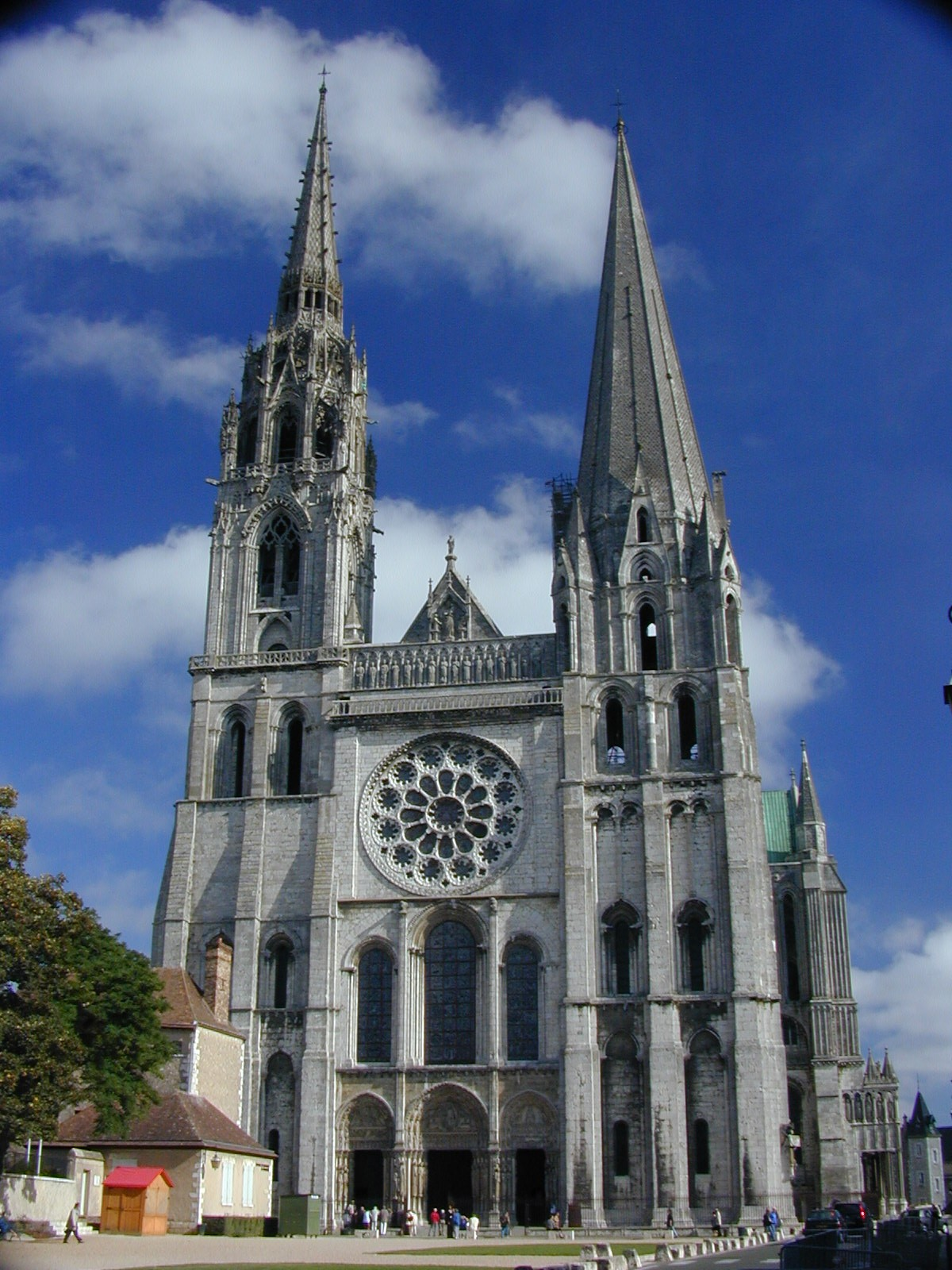
Catedral de Chartres, gótico francés.
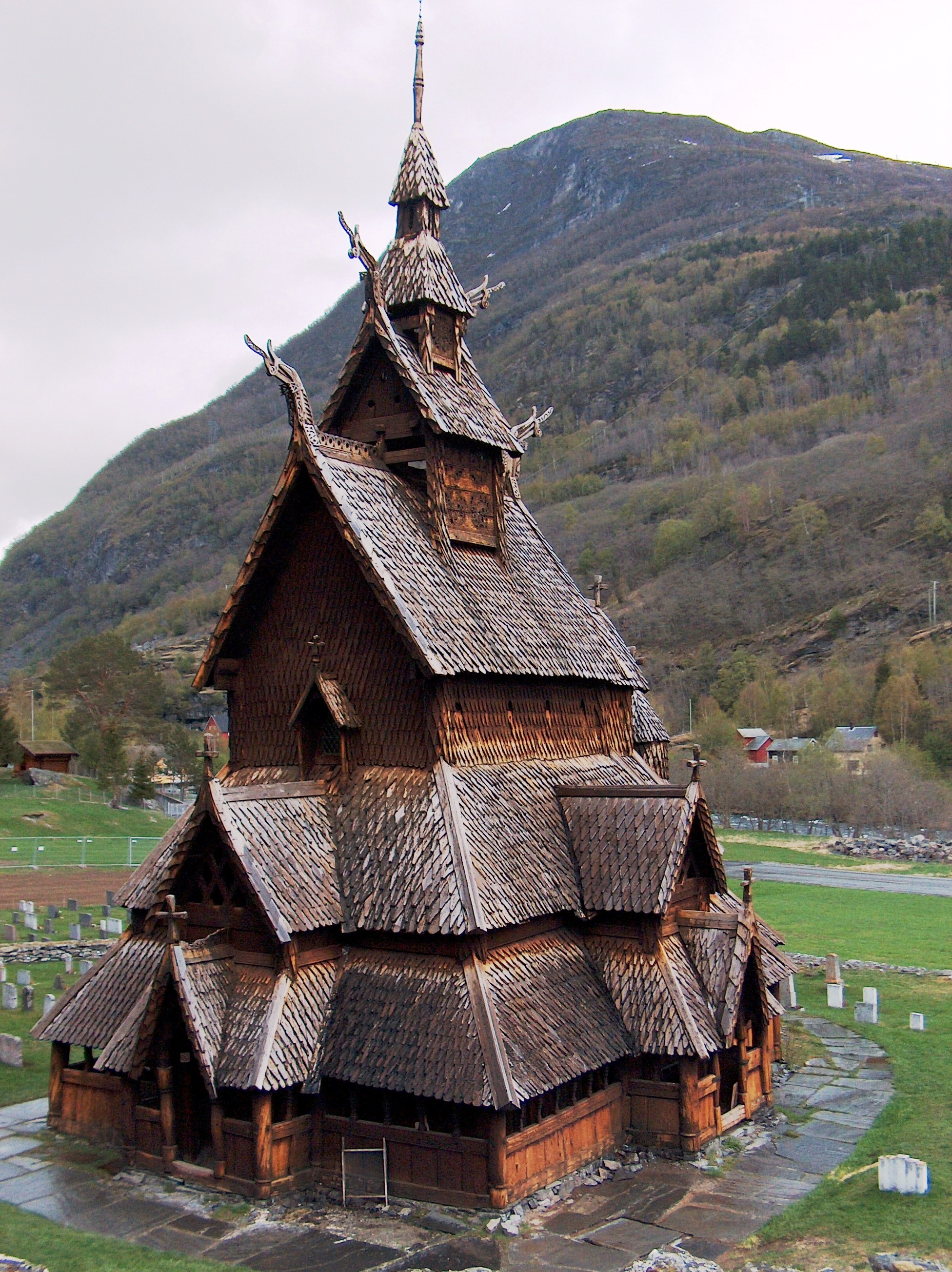
Stavkirke de Borgund, arquitectura nórdica en madera, Noruega.
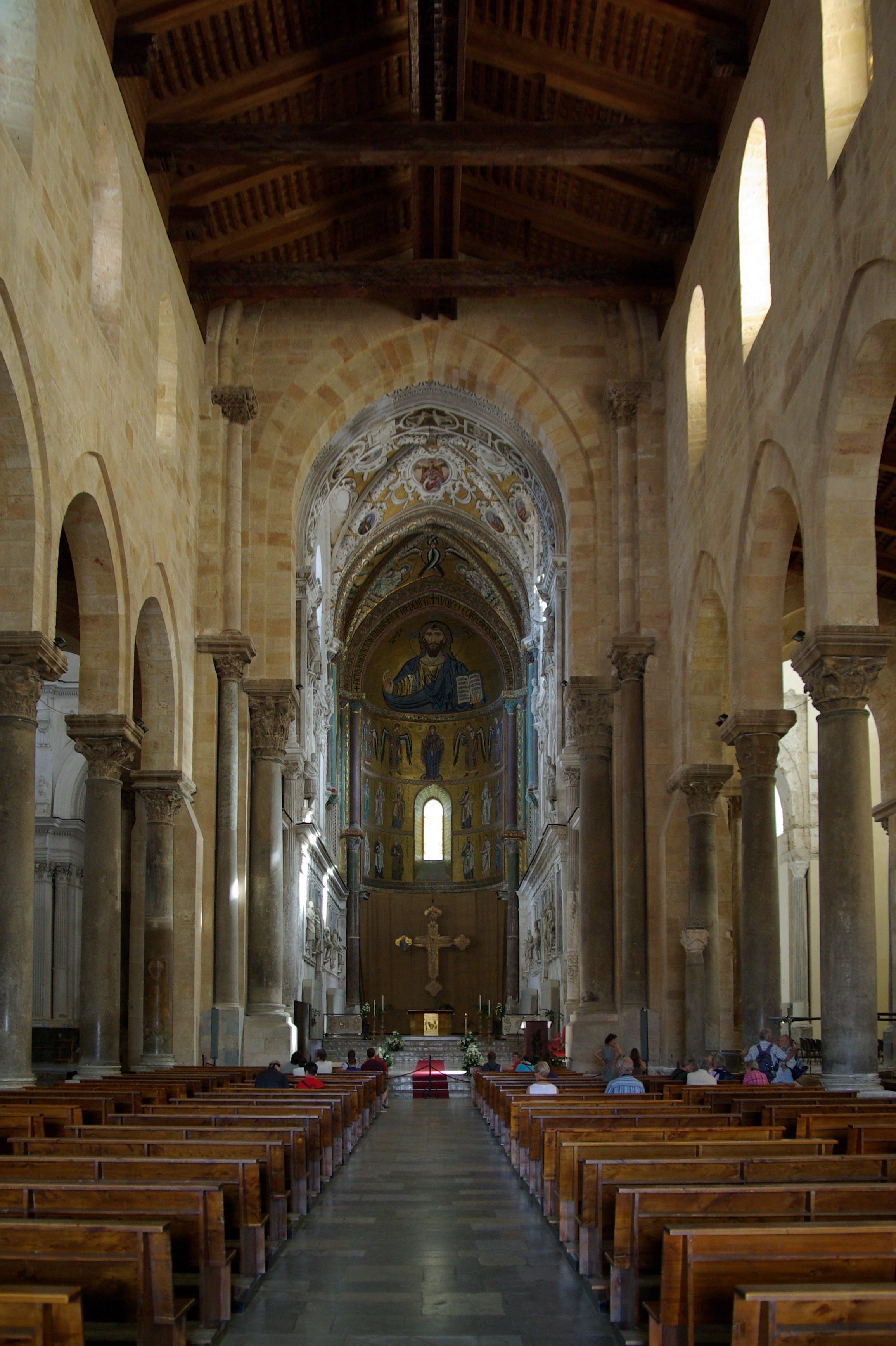
Catedral de Cefalú, arte árabe-normando, Sicilia, siglo XII.
Monasterio de Chelandariou, uno de los del Monte Athos, arte bizantino.

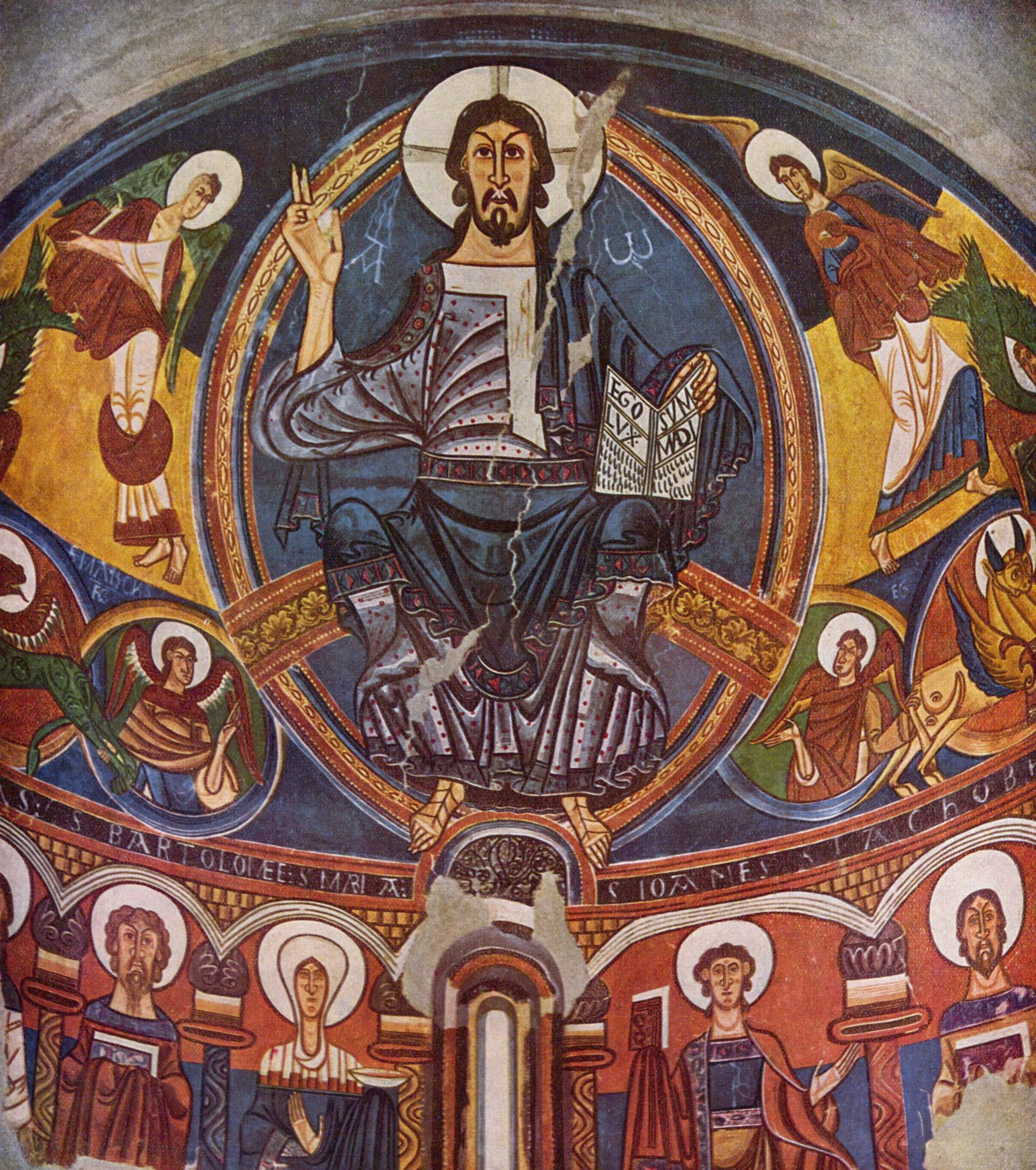
Ábside de Sant Climent de Taüll, pintura románica en una pequeña iglesia rural del Pirineo catalán, siglo XII.
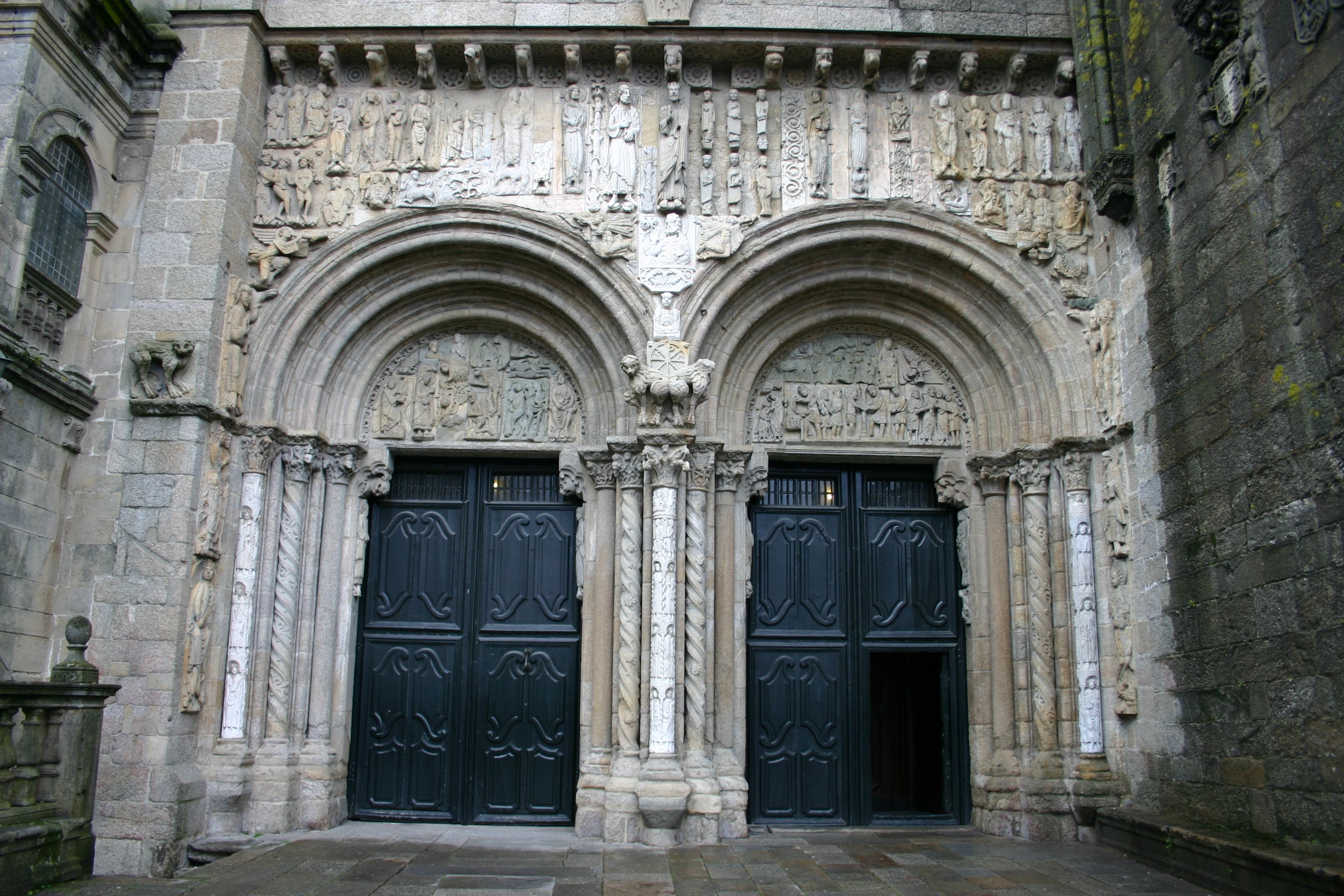
Puerta de Platerías de la Catedral de Santiago de Compostela, arquitectura y escultura románica en el final del Camino de Santiago.
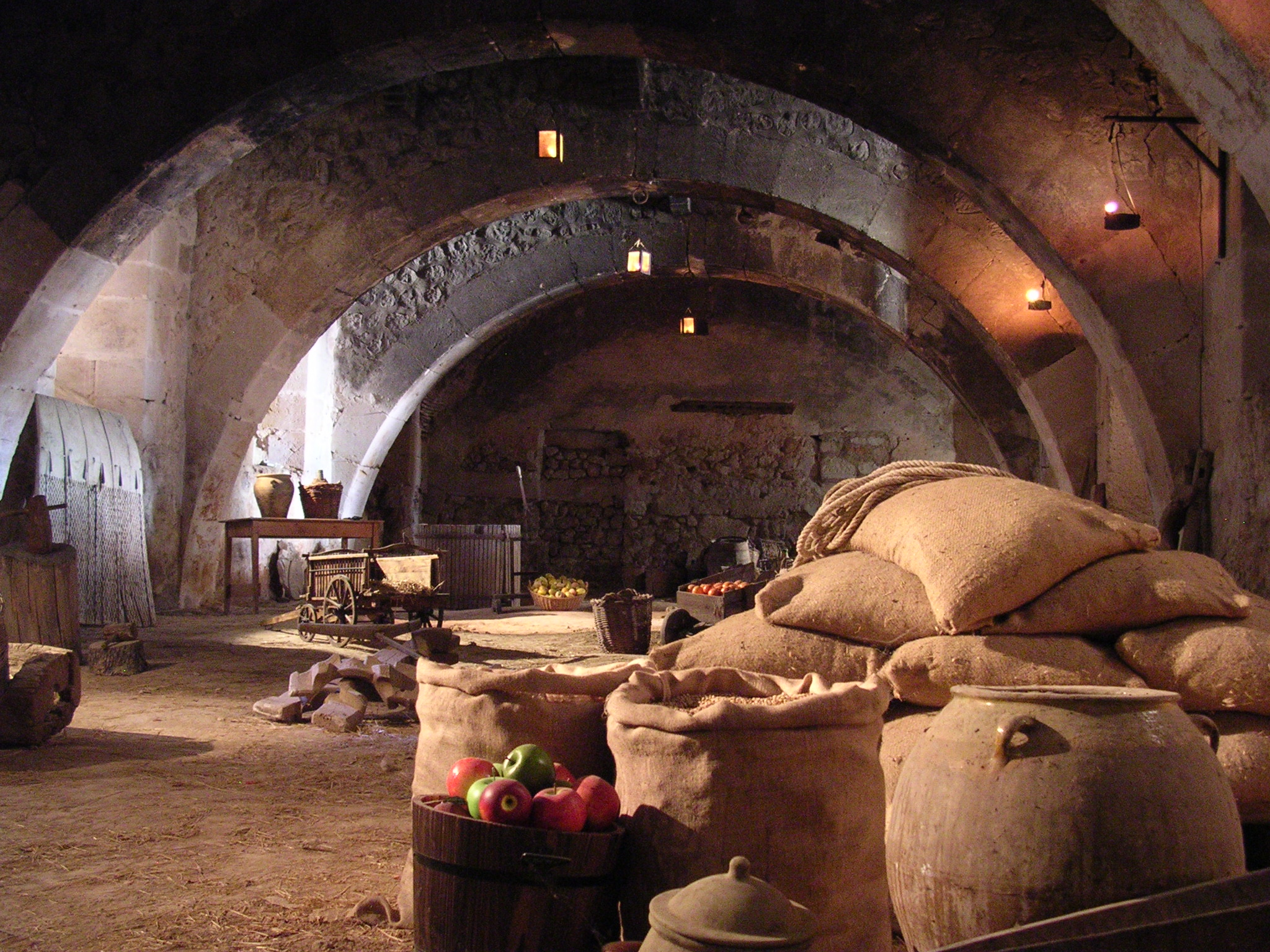
Almacén del Monasterio de Santa María de Huerta, cisterciense.
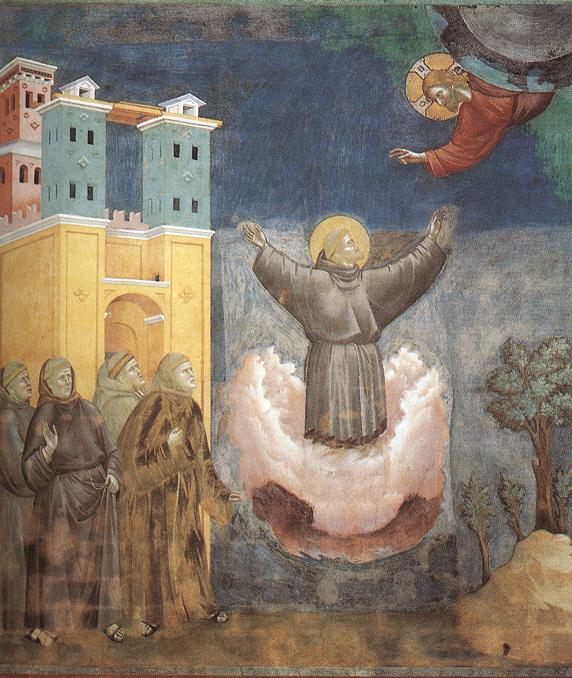
Éxtasis de San Francisco de Asís, fresco de Giotto, pintura gótica italiana, finales del siglo XIII o comienzos del siglo XIV.
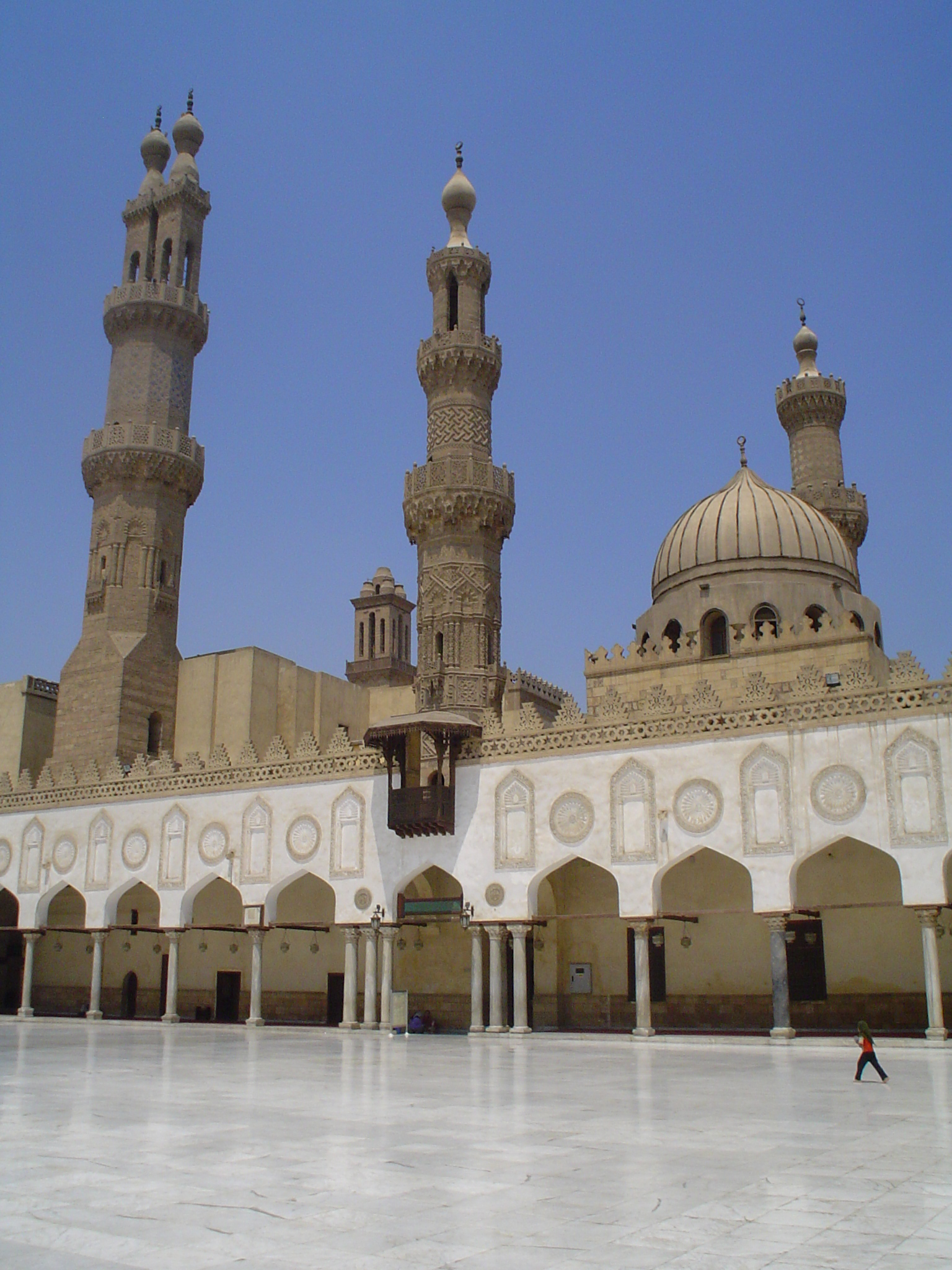
Mezquita de al-Azhar, El Cairo.
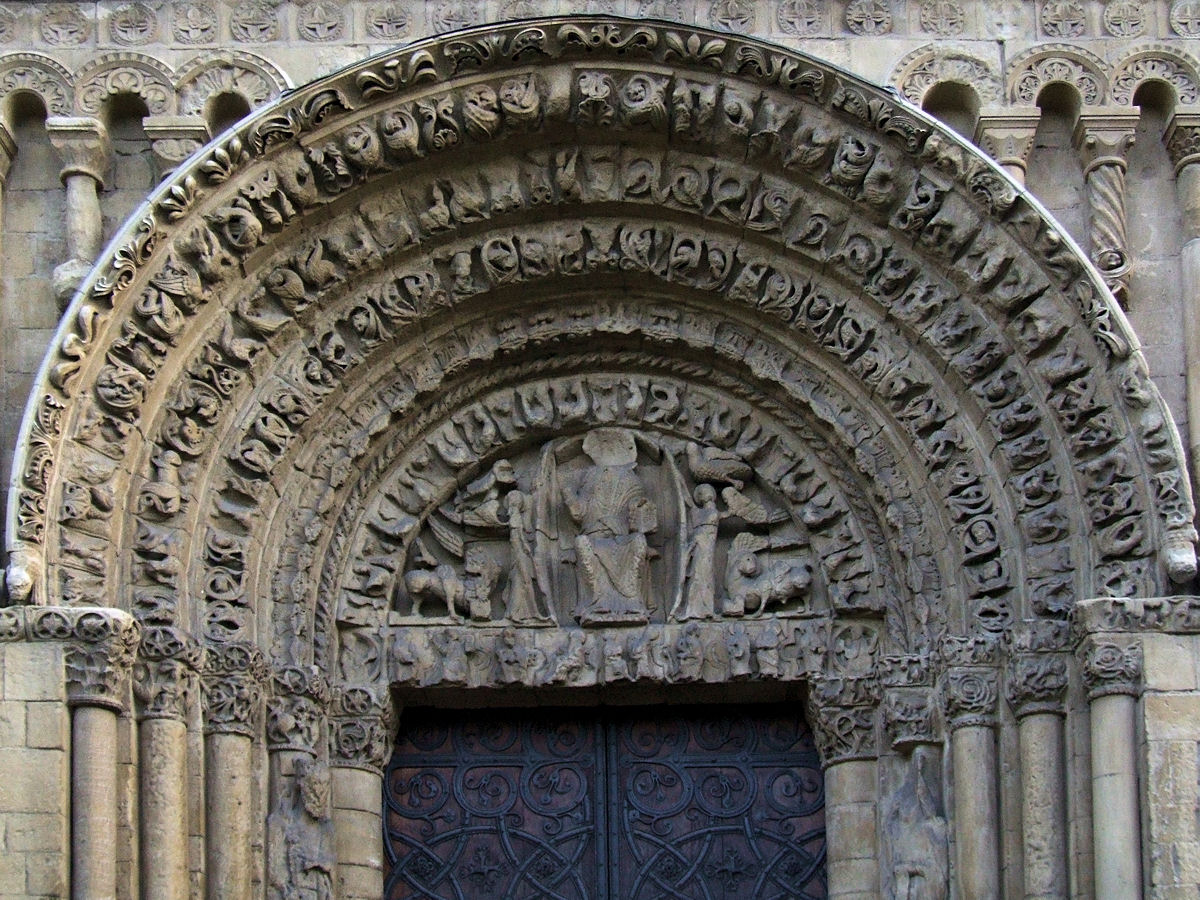
Pórtico occidental de la catedral de Rochester (Inglaterra). En el románico, las arquivoltas acogen decoración escultórica en sentido radial, marcando las dovelas del arco de medio punto.

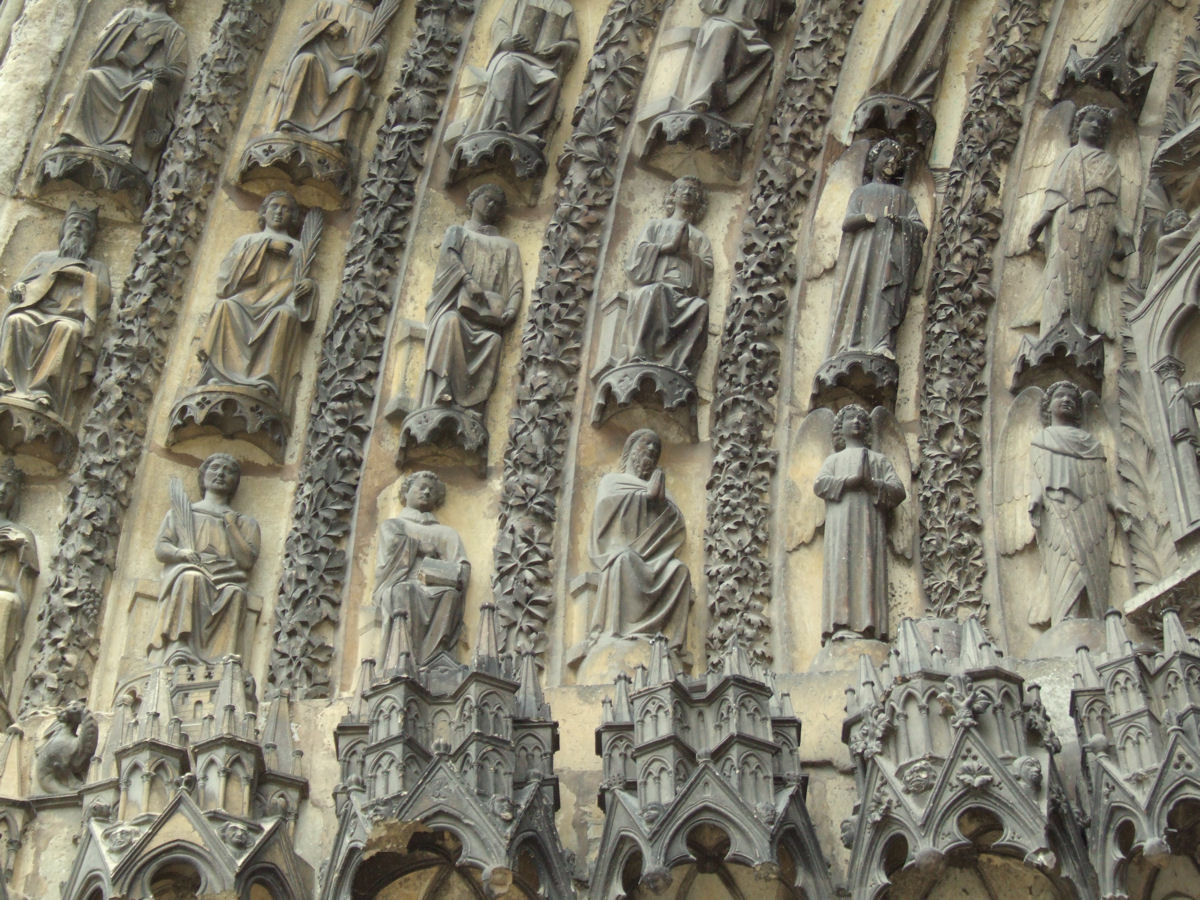
Pórtico de la catedral de Bourges (Francia). En el gótico, las arquivoltas acogen a las esculturas en sentido conforme al arco ojival.
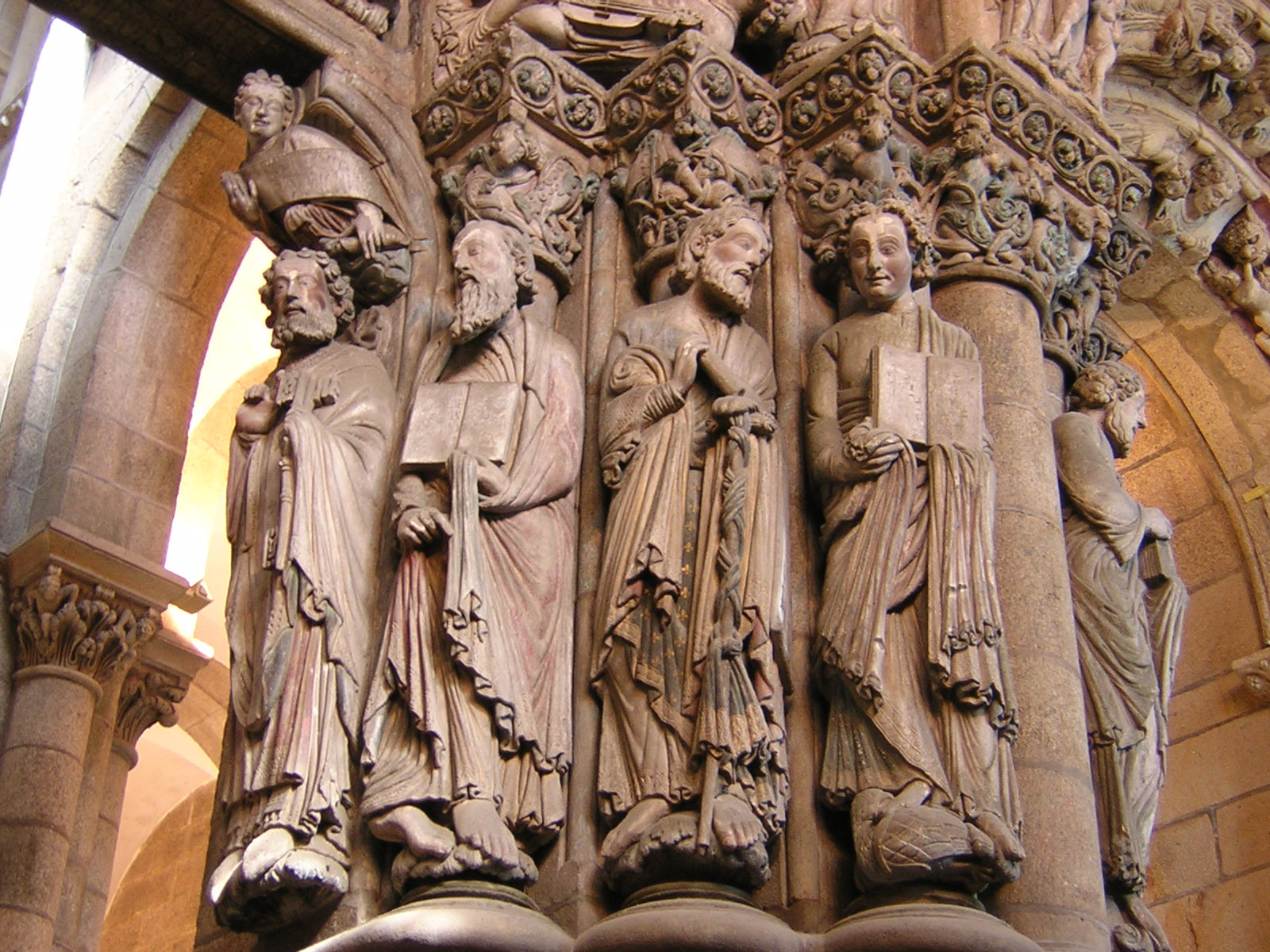
Pórtico de la Gloria de la catedral de Santiago de Compostela, del Maestro Mateo, que inicia la transición del hieratismo románico a la sensibilidad del gótico ya en la segunda mitad del siglo XII (1168-1188).
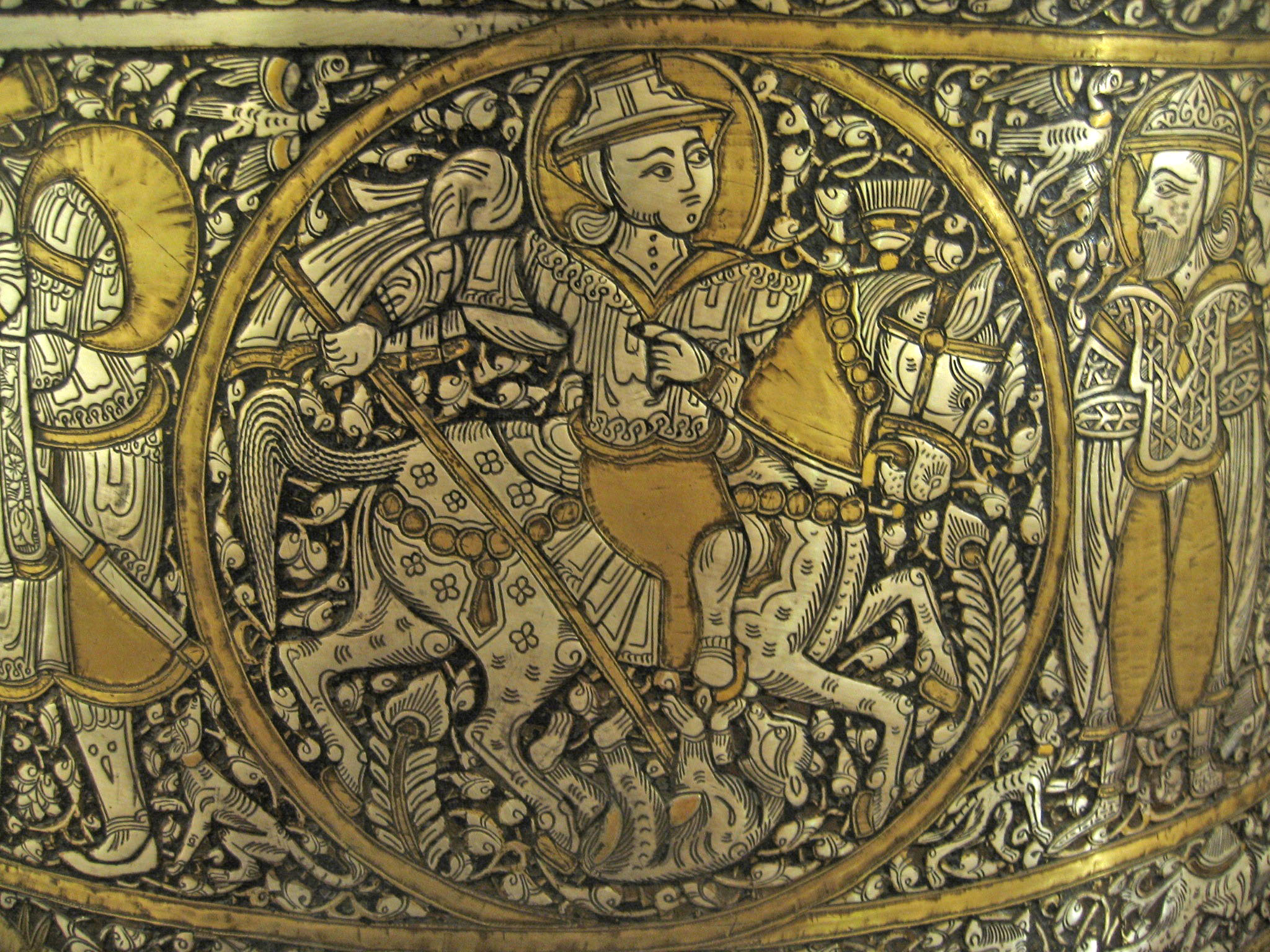
Baptisterio de San Luis, orfebrería de origen egipcio utilizada por la monarquía francesa.
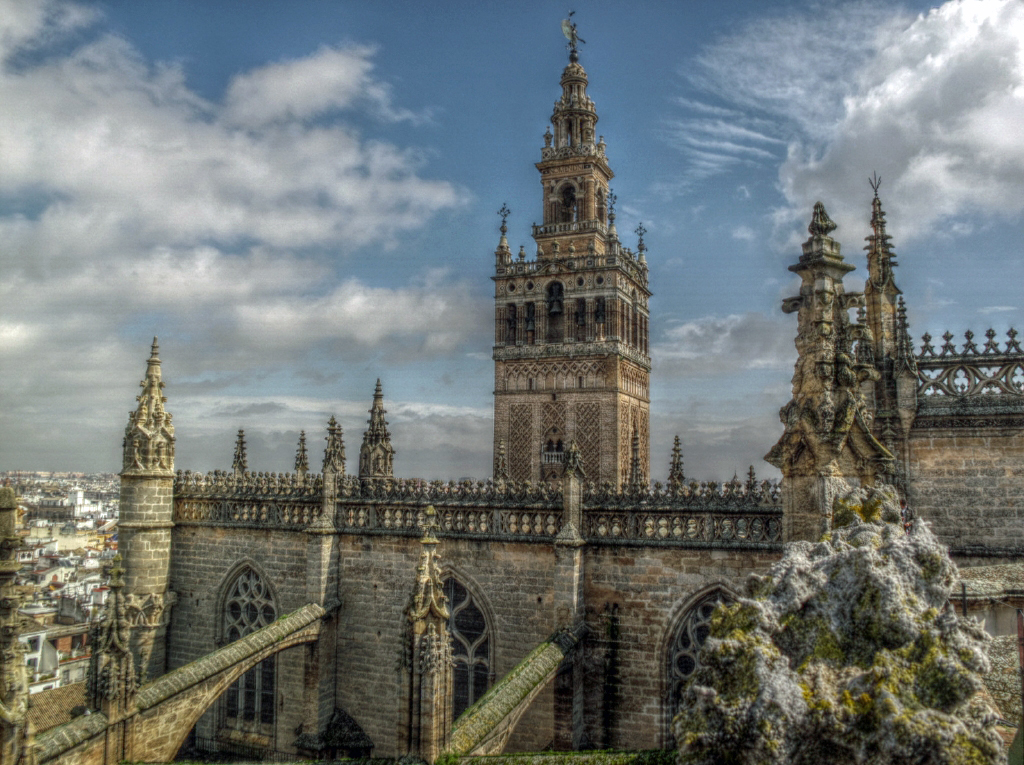
La catedral de Sevilla, construida en estilo gótico sobre la mezquita mayor, y cuya torre (la Giralda) es el antiguo alminar almohade.
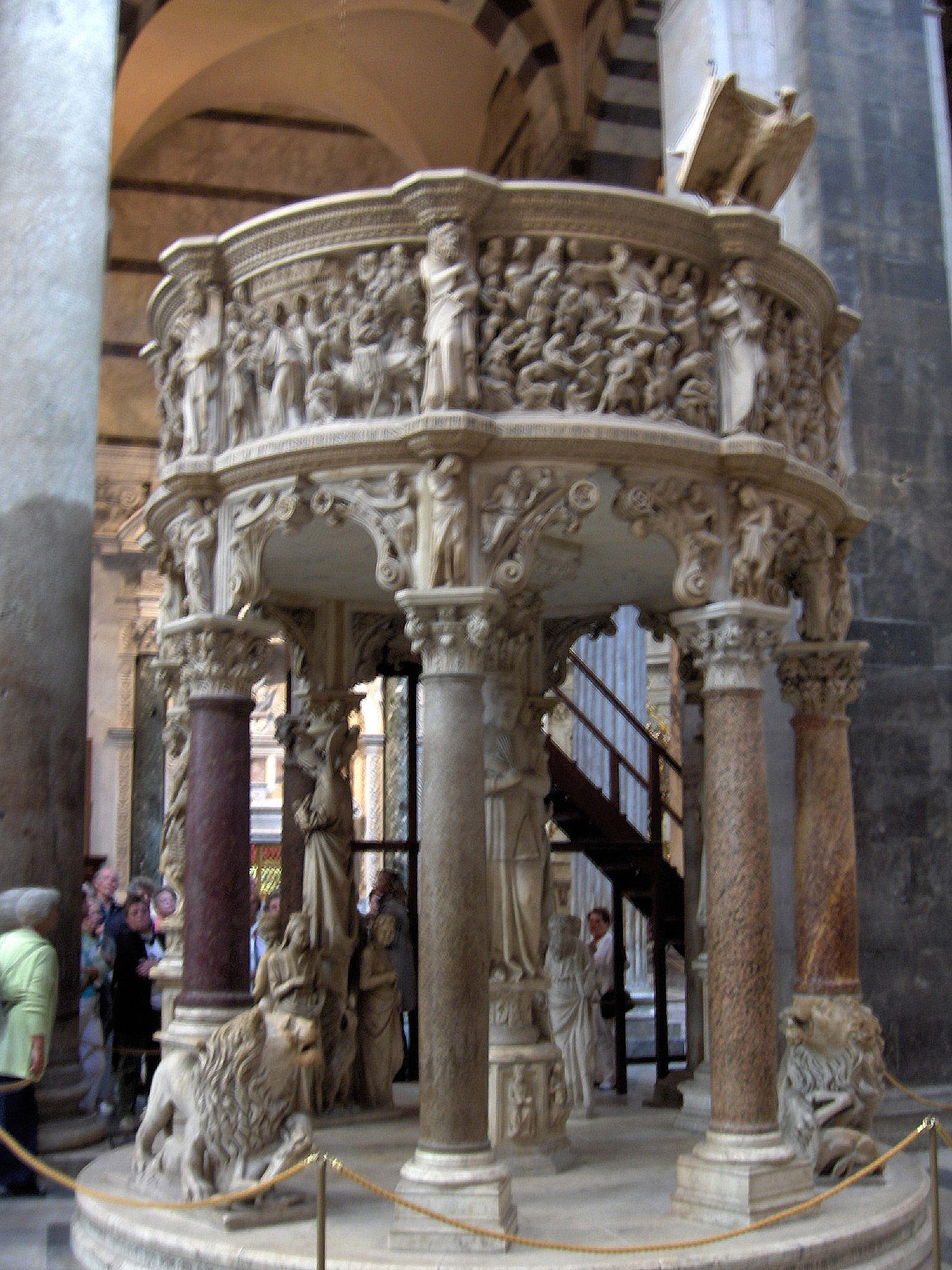
Púlpito del baptisterio de Pisa, de Nicola Pisano (1260), es un precedente del renacimiento por sus características más clásicas que medievales, cuando en el resto de Europa aún se desarrollaría varios siglos más el estilo gótico.
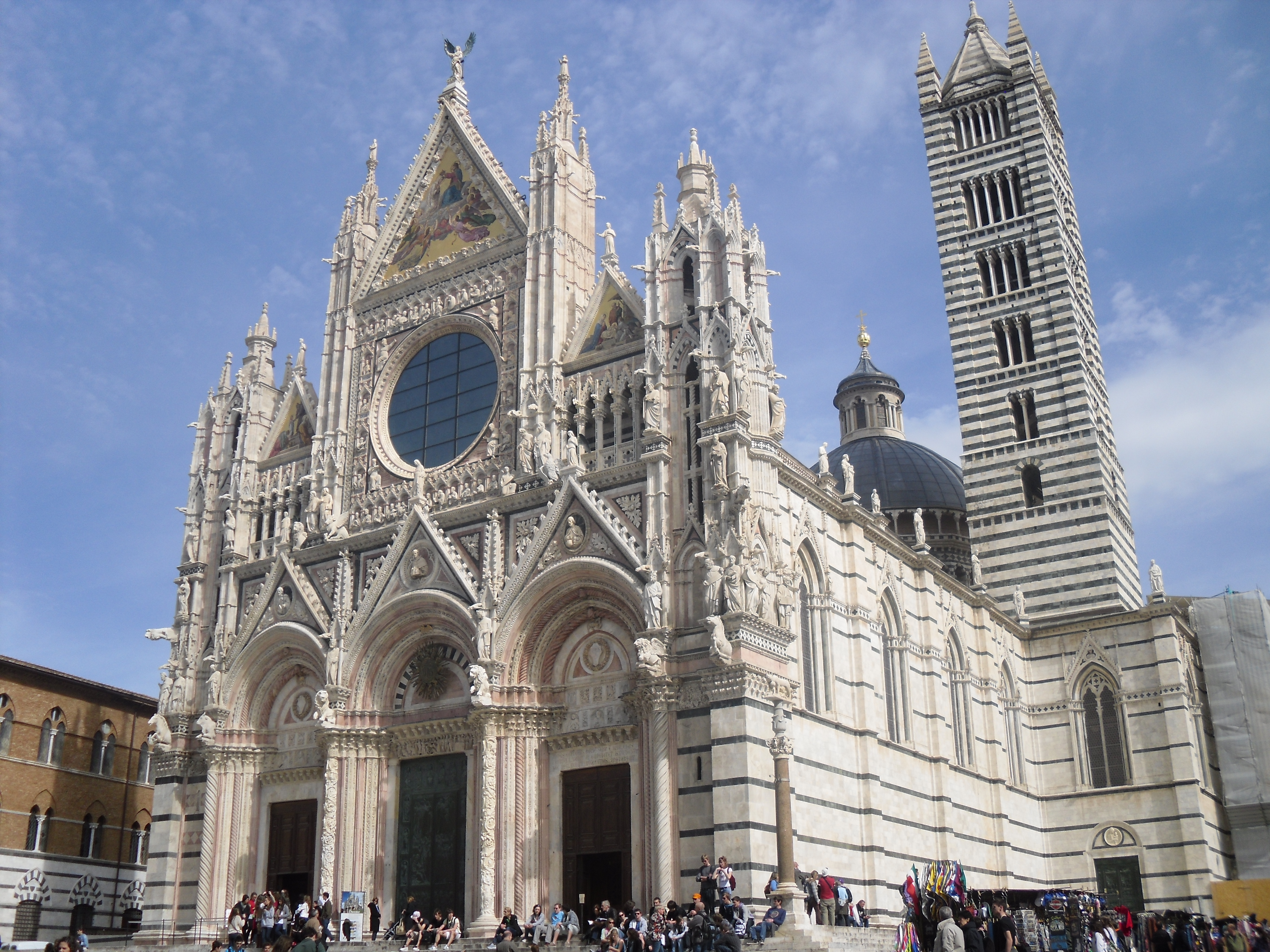
Catedral de Siena.

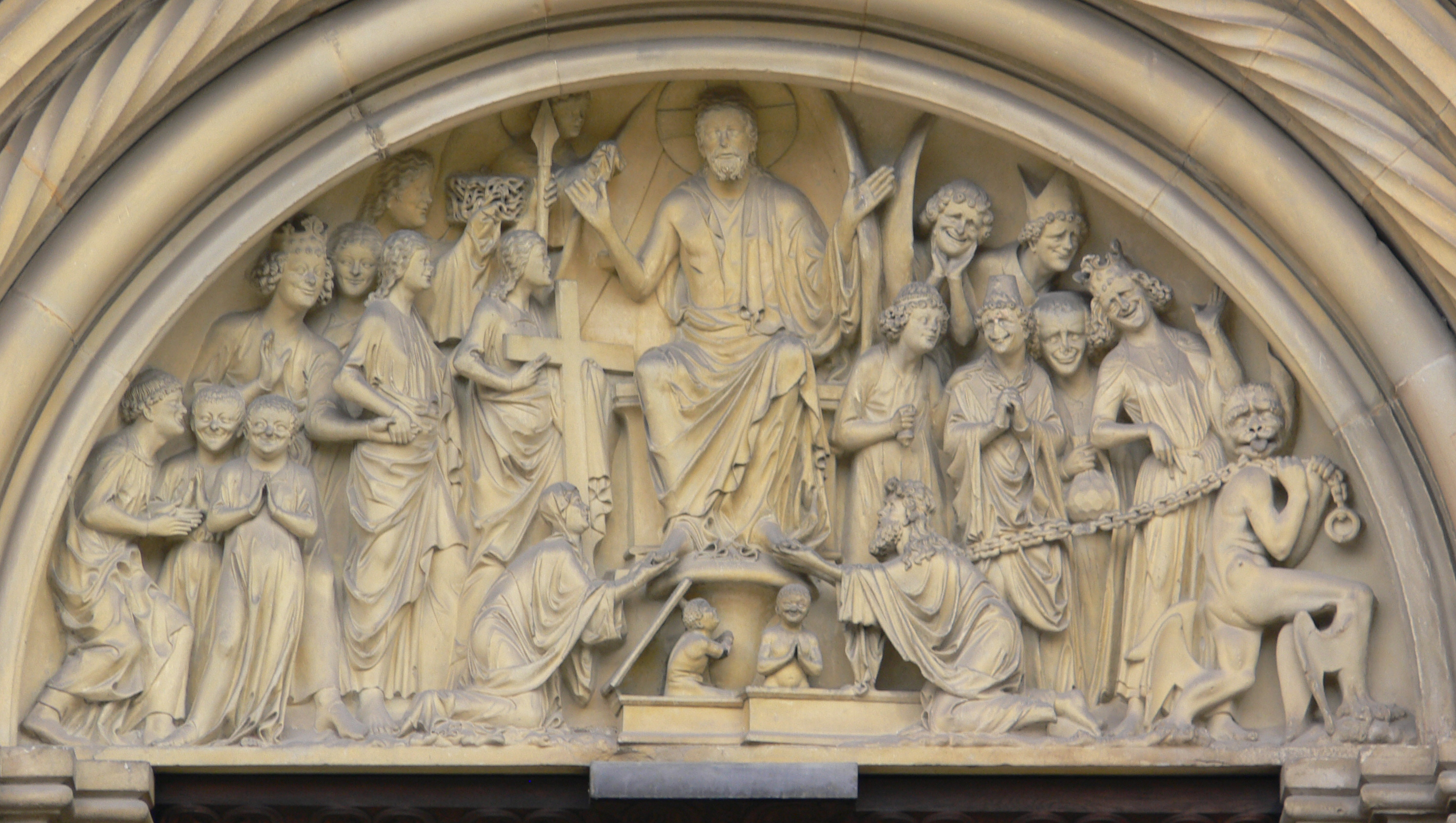
Pórtico del juicio final de la Catedral de Bamberg.
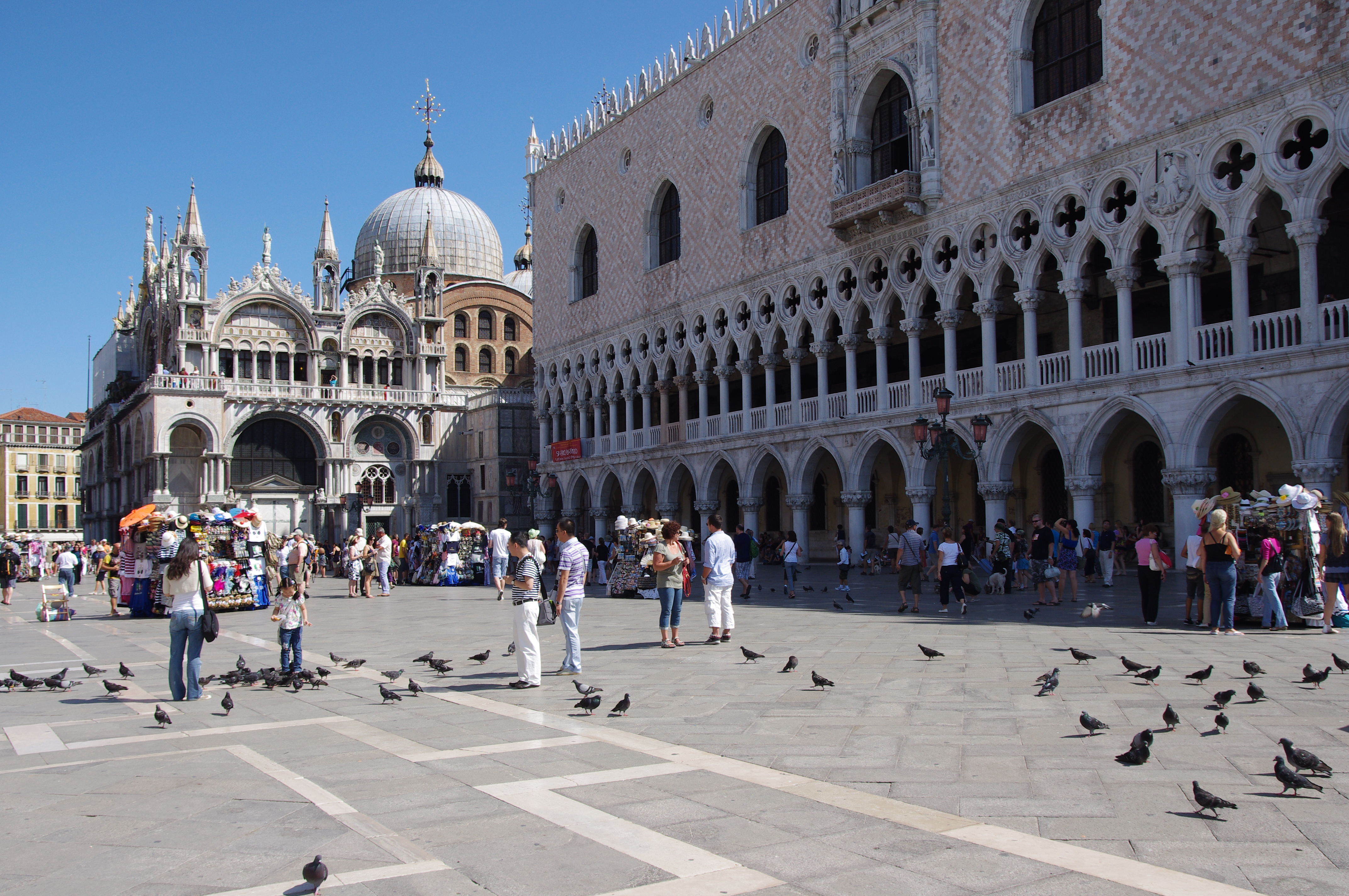
Catedral de San Marcos y Palacio Ducal de Venecia.
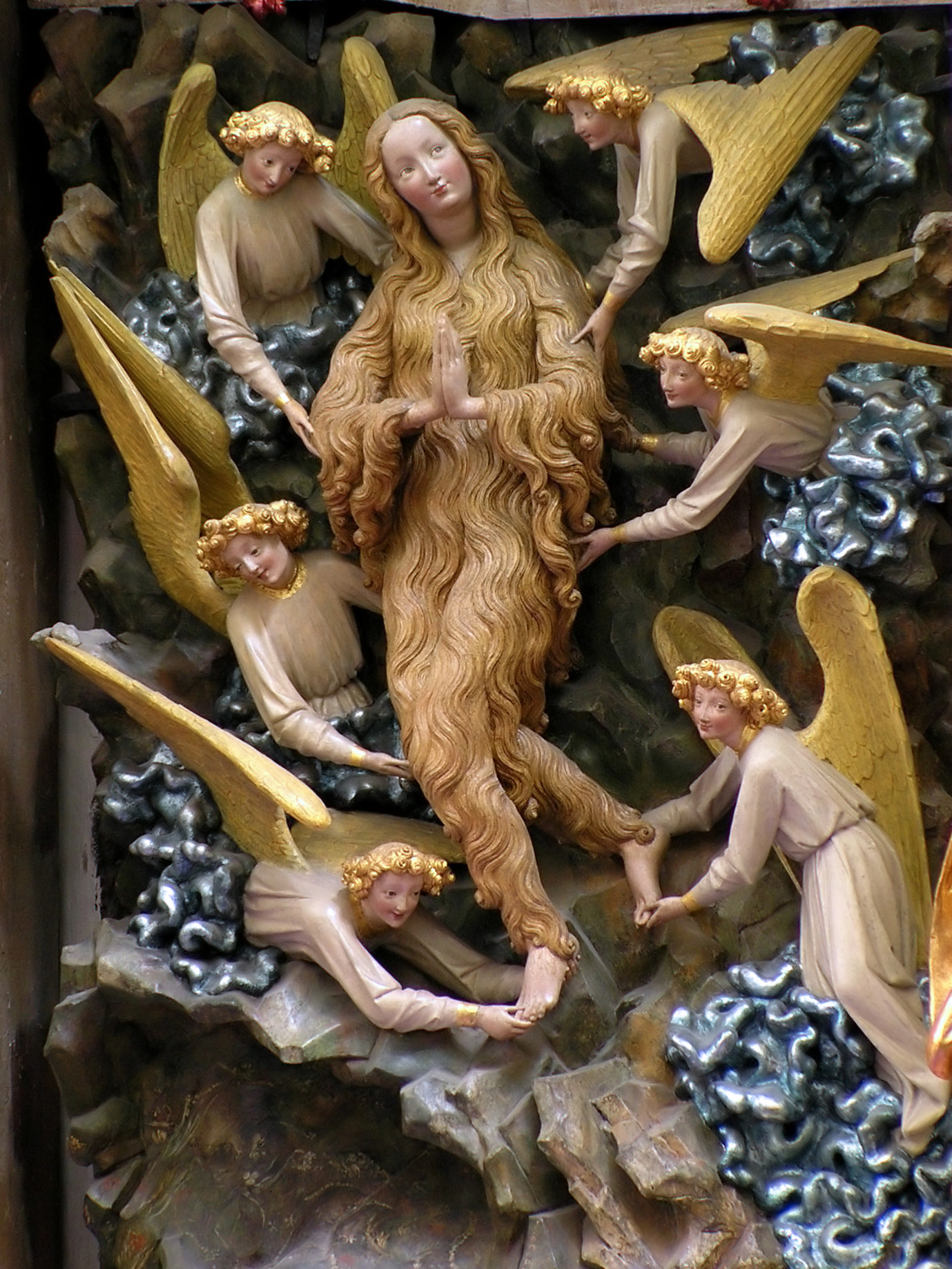
Detalle del retablo de María Magdalena en la catedral de Torun.
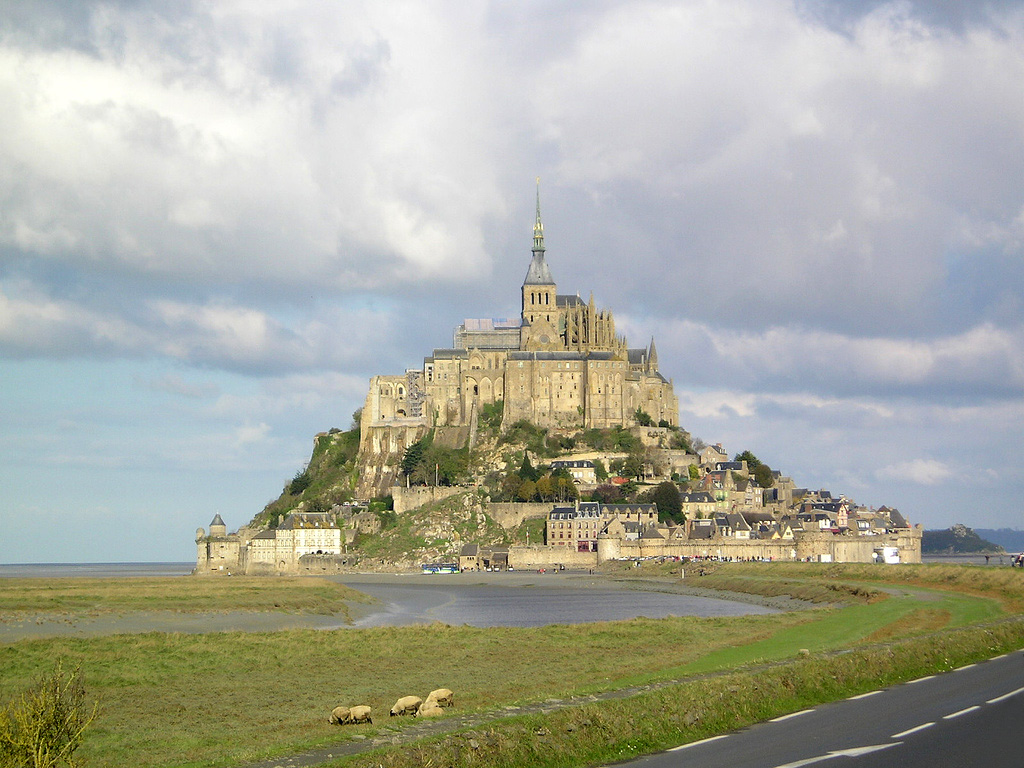
Monte Saint-Michel.
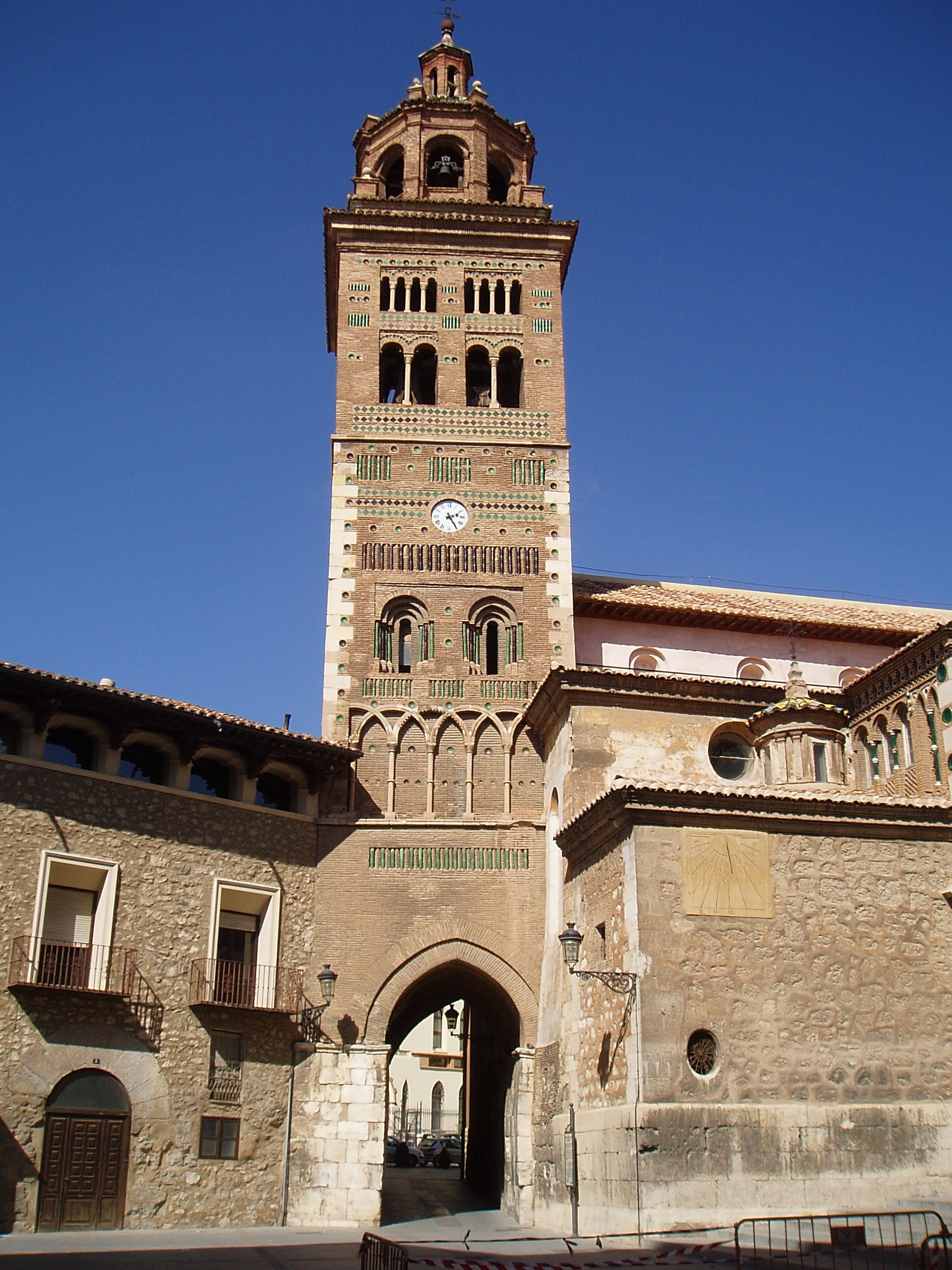
Torre de la catedral de Teruel, arte mudéjar.
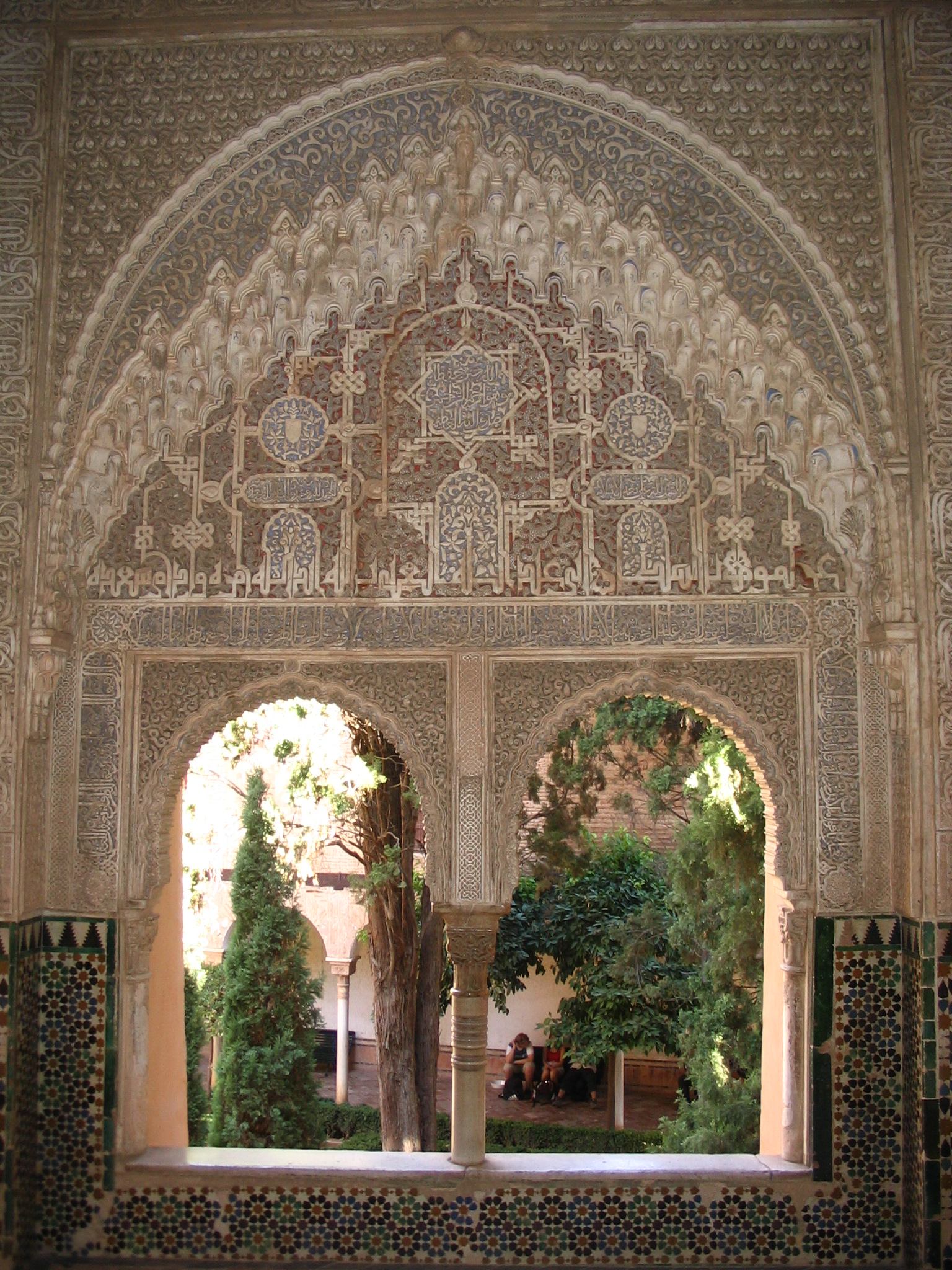
Mirador de Lindaraja en la Alhambra de Granada, arte nazarí.

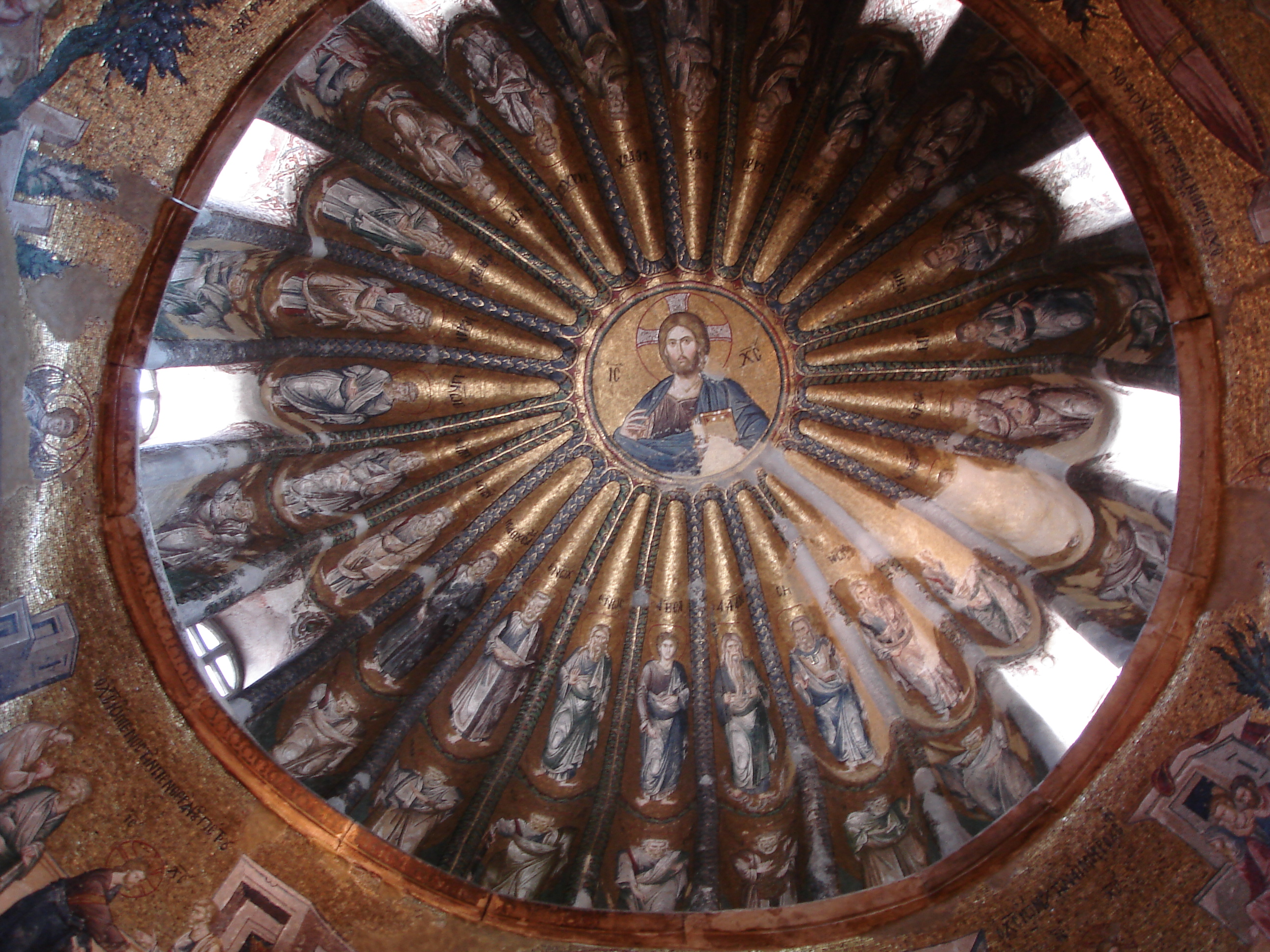
Mosaico de una de las cúpulas de San Salvador en Chora, arte bizantino.
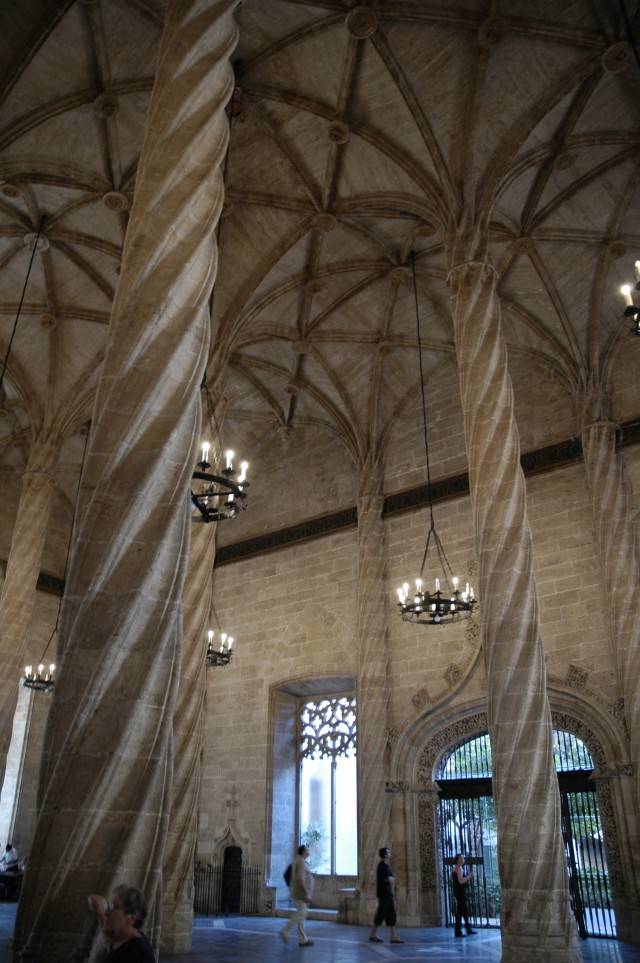
Lonja de Valencia.
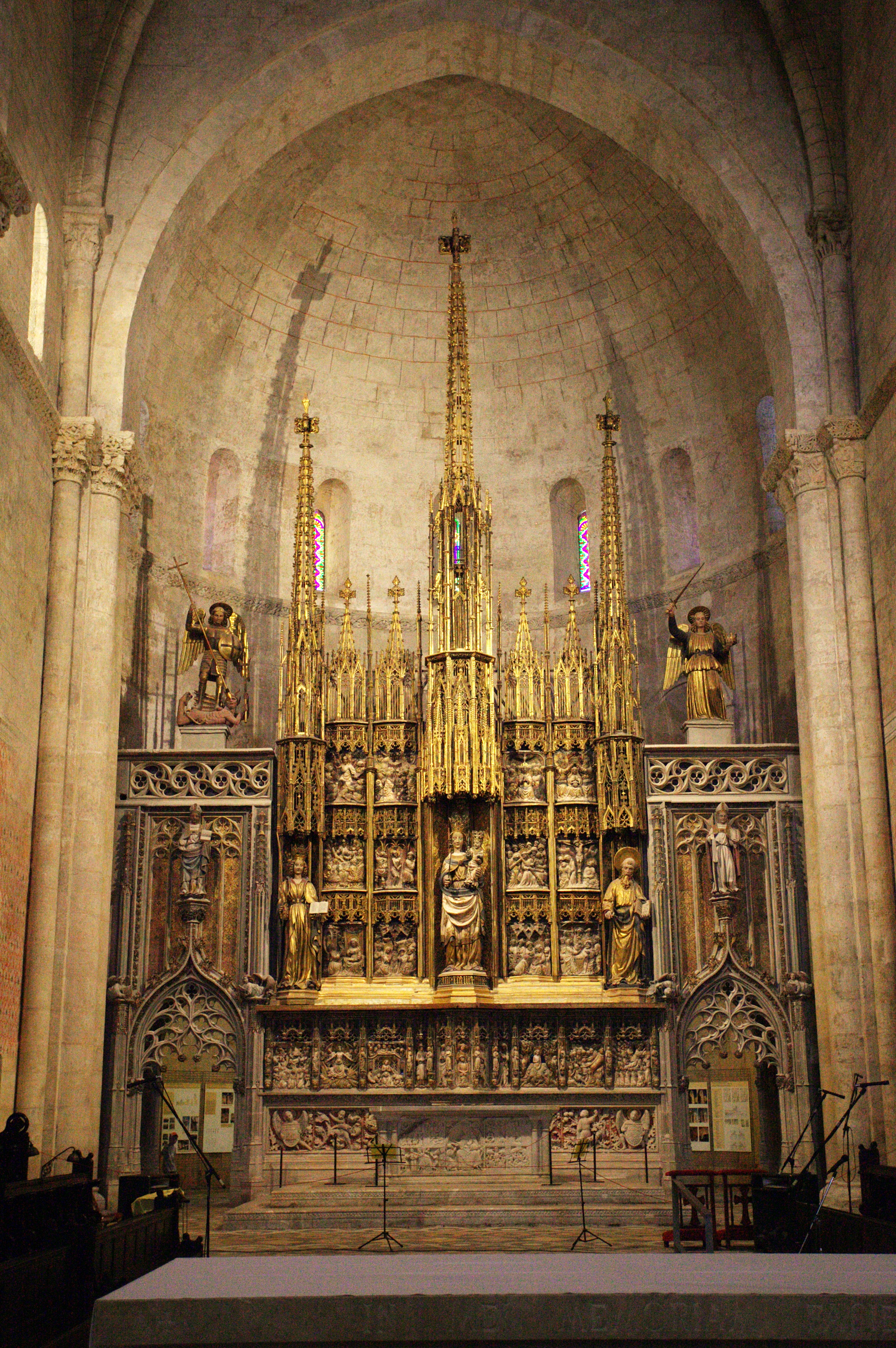
Retablo mayor de la Seo de Zaragoza, de Pere Johan.
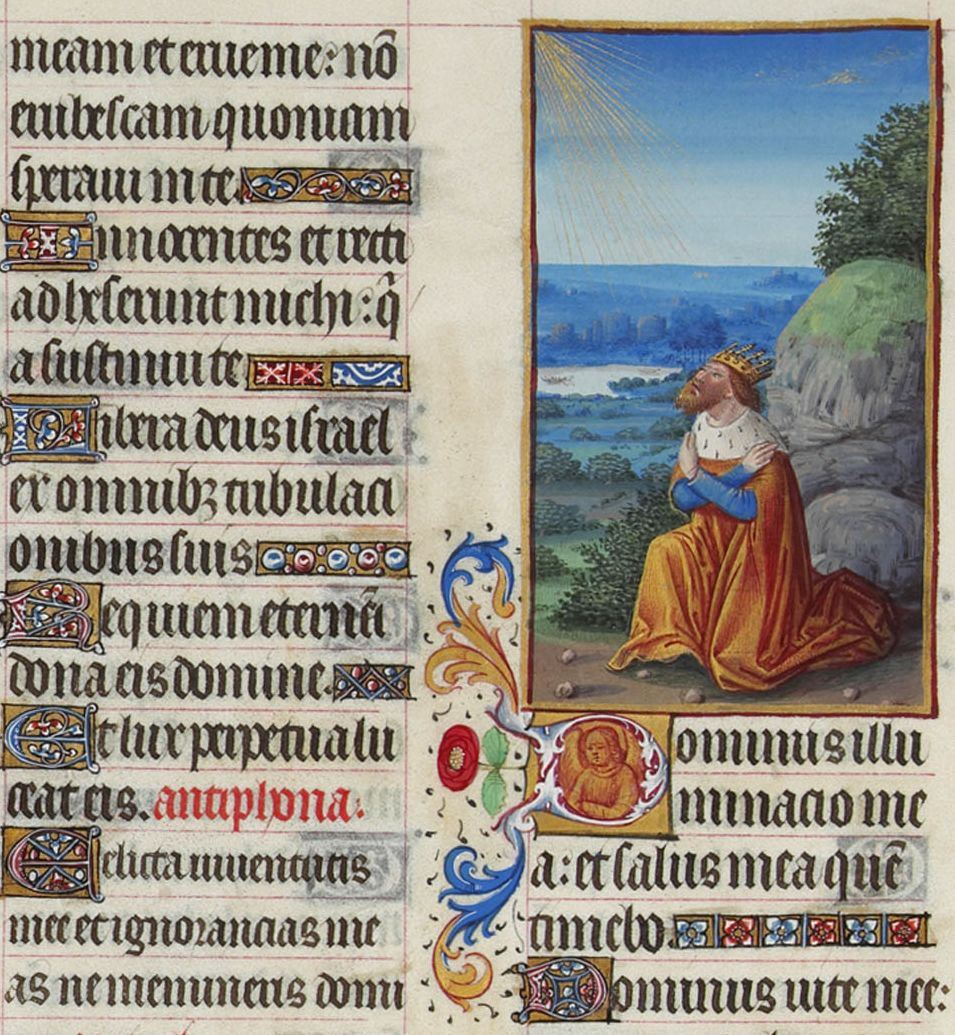
Las muy ricas horas del Duque de Berry, de los hermanos Limbourg.
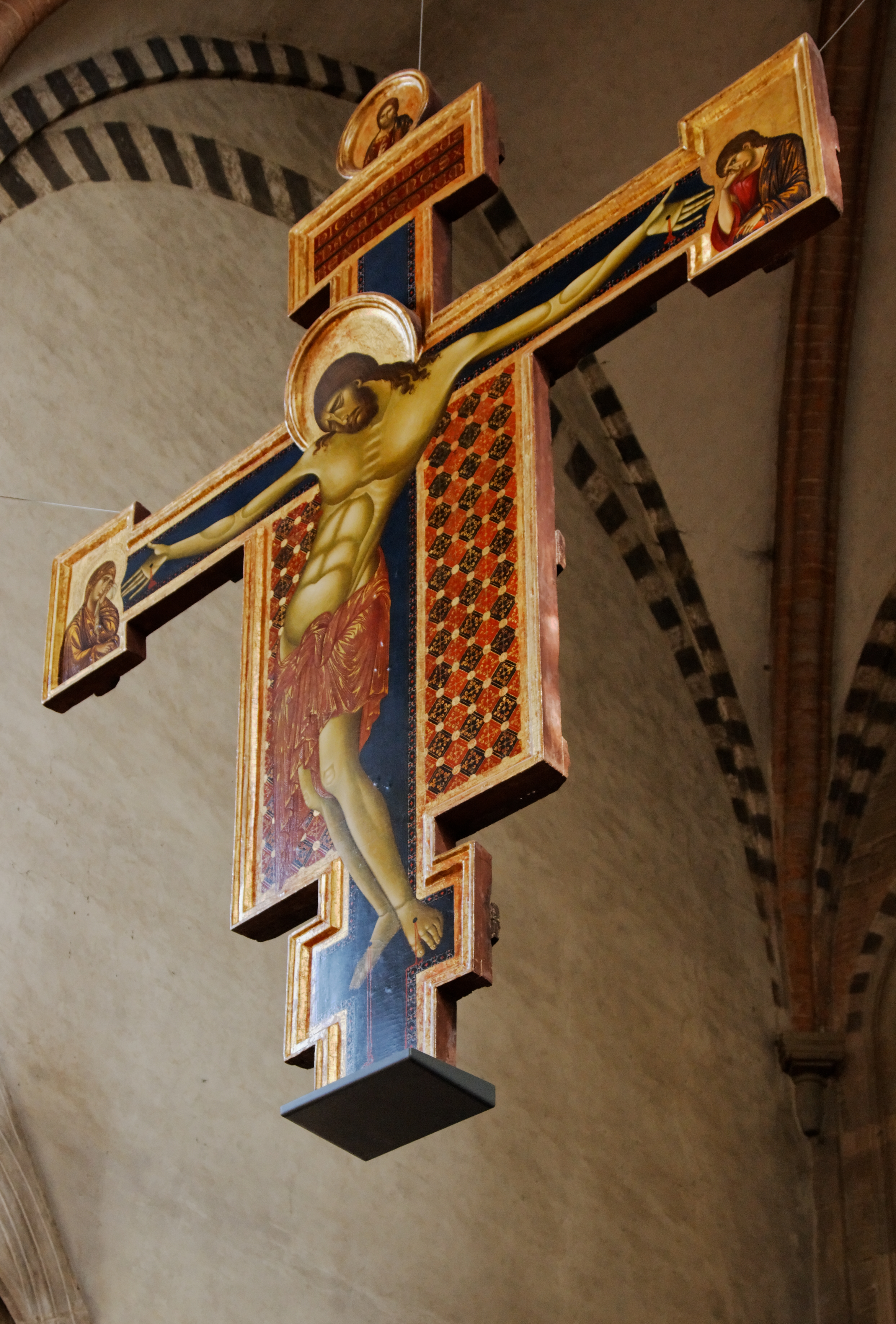
Crucifijo de Cimabue.
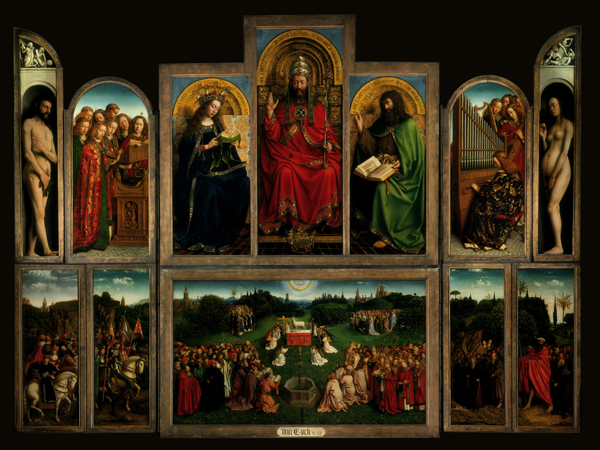
Adoración del cordero místico, de los hermanos Van Eyck, pintura flamenca primitiva.